# Morte

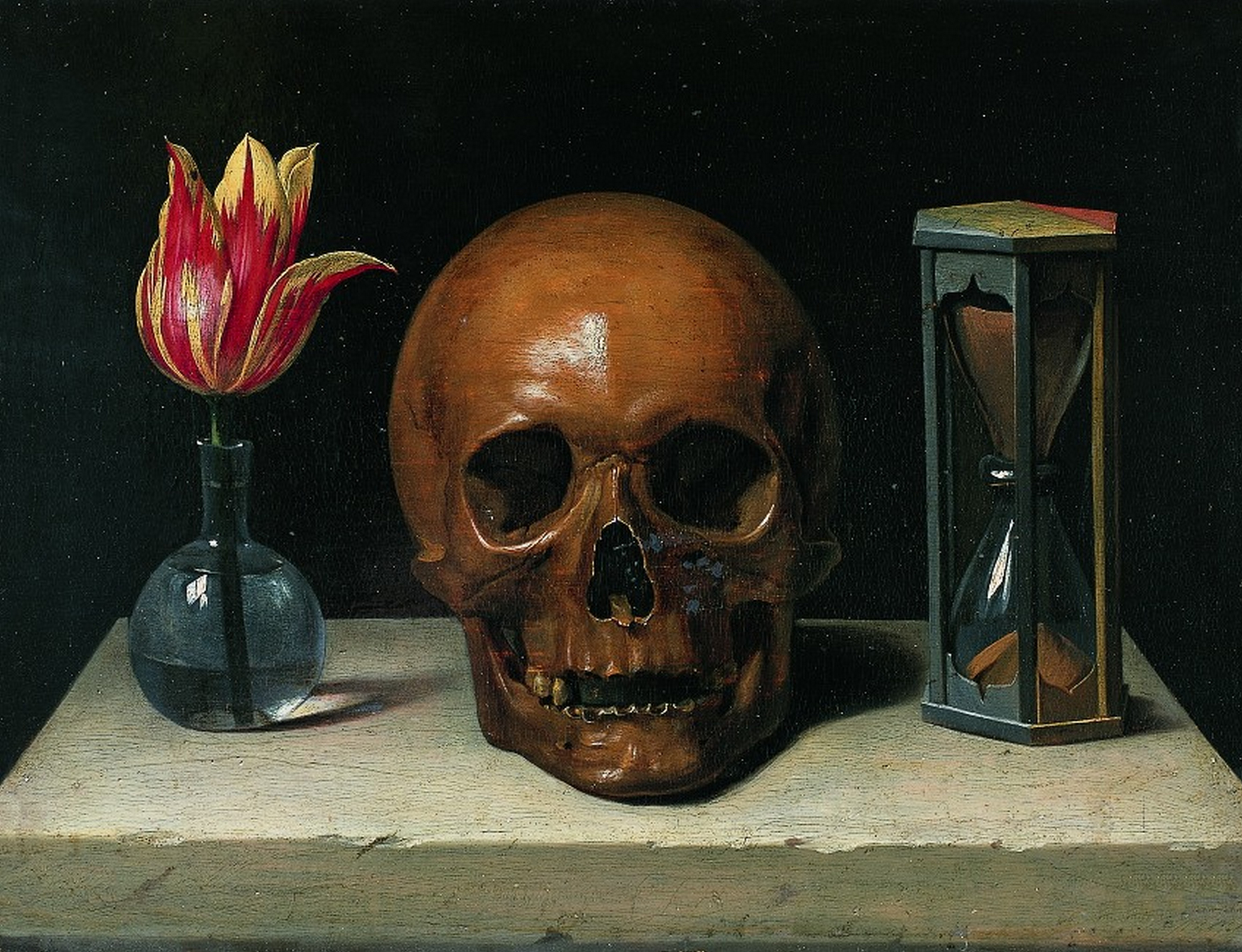
Uma flor, uma caveira e uma ampulheta representam a vida, a morte e o tempo nesta pintura do século XVII de Philippe de Champaigne. O crânio humano é usado universalmente como um símbolo da morte.

Morte (do termo latino mors), óbito (do termo latino obitu), falecimento (falecer+mento), ou passamento (passar+mento), são termos usados para denominar o processo irreversível de cessamento das atividades biológicas necessárias à caracterização e manutenção da vida em um sistema orgânico. Os processos que seguem-se à morte (post mortem) geralmente são os que levam à decomposição dos sistemas. Sob condições ambientais específicas, processos distintos podem segui-la, a exemplo aqueles que levam à mumificação natural ou a fossilização de organismos. A morte encefálica às vezes é usada como uma definição legal de morte.
É um processo universal e inevitável que eventualmente ocorre com todos os organismos vivos. O termo "morte" é geralmente aplicado a organismos inteiros; o processo semelhante observado em componentes individuais de um organismo vivo, como células ou tecidos, é a necrose. Algo que não é considerado um organismo vivo, como um vírus, pode ser fisicamente destruído, mas não se diz que ele "morreu". A morte faz-se notória e ganha destaque especial ao ocorrer em seres humanos. Não há nenhuma evidência científica de que a consciência continue após a morte, no entanto existem várias crenças em diversas culturas e tempos históricos que acreditam em vida após a morte. No início do século XXI, mais de 150 mil humanos morrem a cada dia.
Muitas culturas e religiões têm a ideia de uma vida após a morte e também têm a ideia de julgamento de suas boas e más ações (céu, inferno, carma). Existem diversas concepções sobre o destino da consciência após a morte, como as crenças na ressurreição (religiões abraâmicas), na reencarnação (religiões orientais, espiritismo, candomblé, etc.) ou mesmo o oblívio eterno ("esquecimento eterno"), conceito esse comum na neuropsicologia e atrelado à ideia de fim permanente da consciência após a morte.
As cerimônias de luto e práticas funerárias são variadas. Os restos mortais de uma pessoa, comumente chamados de cadáver ou corpo, são geralmente enterrados ou cremados. A forma de disposição mortuária pode, contudo, variar significativamente de cultura para cultura. Entre os fenômenos que induzem à morte, os mais comuns são: envelhecimento biológico (senescência), predação, desnutrição, doenças, suicídio, assassinato, acidentes e acontecimentos que causam traumatismo físico irrecuperável.

## Diagnóstico

### Problemas de definição

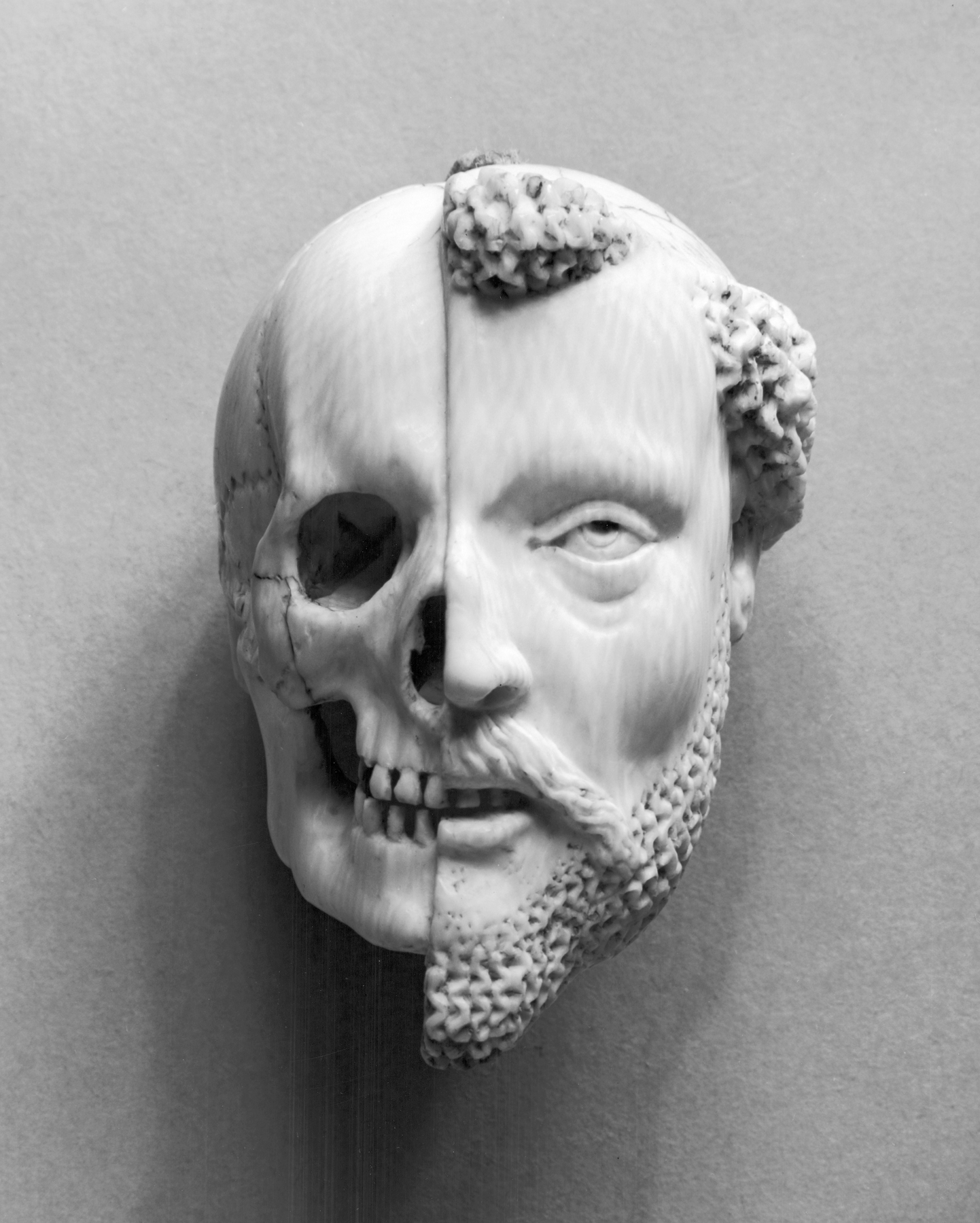
Pingente francês de marfim do século XVI/XVII, "Monge e Morte", relembrando a mortalidade e a certeza da morte (Museu de Arte Walters).

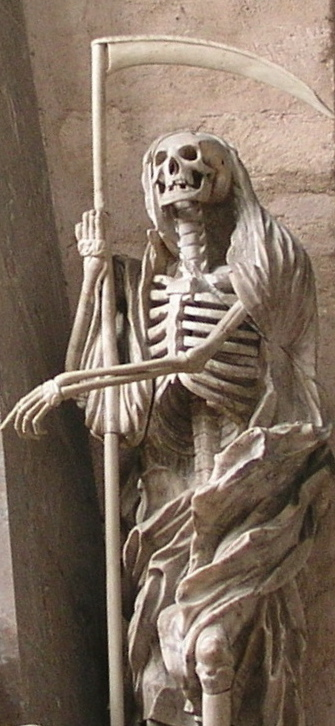
Estátua da Morte, personificada como um esqueleto humano vestido com uma mortalha e segurando uma foice, da Catedral de Trier em Trier, Alemanha.

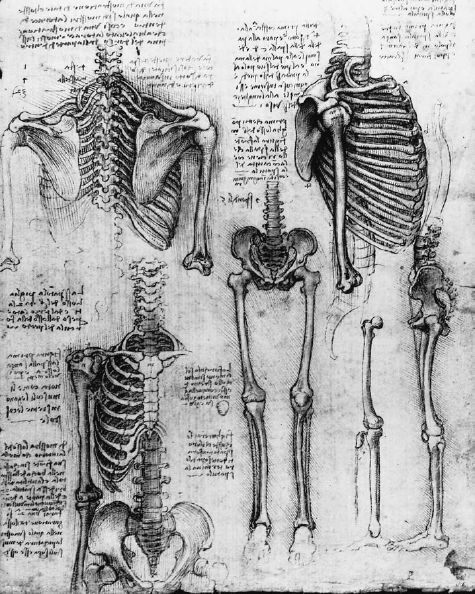
Estudo de esqueletos, c. 1510, de Leonardo da Vinci.

O conceito de morte é a chave para a compreensão humana do fenômeno. Existem muitas abordagens científicas e várias interpretações do conceito. Além disso, o advento da terapia de suporte à vida e os vários critérios para definir a morte, tanto do ponto de vista médico quanto jurídico, dificultaram a criação de uma única definição unificadora.
Um dos desafios para definir a morte é distingui-la da vida. Como um ponto no tempo, a morte parece referir-se ao momento em que a vida termina. Determinar quando a morte ocorre é difícil, já que a interrupção das funções vitais muitas vezes não é simultânea entre os diferentes sistemas orgânicos. Essa determinação, portanto, requer o traçado de limites conceituais precisos entre a vida e a morte. Isso é difícil, devido ao pouco consenso sobre como definir a vida.
É possível definir a vida em termos de consciência. Quando a consciência cessa, pode-se dizer que um organismo vivo morreu. Uma das falhas dessa abordagem é que muitos organismos estão vivos, mas provavelmente não estão conscientes (por exemplo, organismos unicelulares). Outro problema é o conceito de "consciência", que tem muitas definições diferentes dadas por cientistas, psicólogos e filósofos modernos. Além disso, muitas tradições religiosas, incluindo as tradições abraâmicas e dármicas, afirmam que a morte não significa (ou pode não) acarretar o fim da consciência. Em certas culturas, a morte é mais um processo do que um único evento. Implica uma lenta mudança de um estado espiritual para outro.
Outras definições para morte enfocam o caráter de cessação de algo. Mais especificamente, a morte ocorre quando uma entidade viva experimenta o fim irreversível de todo o funcionamento. No que se refere à vida humana, a morte é um processo irreversível em que alguém perde sua existência enquanto pessoa.
Historicamente, as tentativas de definir o momento exato da morte de um ser humano têm sido subjetivas ou imprecisas. A morte já foi definida como a cessação dos batimentos cardíacos (parada cardíaca) e da respiração, mas o desenvolvimento de RCP e desfibrilação imediata tornaram essa definição inadequada porque a respiração e os batimentos cardíacos às vezes podem ser reiniciados. Esse tipo de morte em que ocorre parada circulatória e respiratória é conhecido como definição circulatória de morte (DCM), cujos proponentes que uma pessoa com perda permanente da função circulatória e respiratória deve ser considerada morta. Os críticos desta definição afirmam que, embora o fim dessas funções possa ser permanente, isso não significa que a situação seja irreversível, porque se a RCP fosse aplicada, a pessoa poderia ser reanimada. Assim, os argumentos a favor e contra a DCM se resumem a uma questão de definir as palavras "permanente" e "irreversível", o que complica ainda mais o desafio de definir a morte. Além disso, eventos que estavam causalmente ligados à morte no passado não matam mais em todas as circunstâncias; sem um coração ou pulmões funcionando, às vezes a vida pode ser sustentada com uma combinação de dispositivos de suporte à vida, transplantes de órgãos e marca-passos artificiais .
Hoje, onde uma definição do momento da morte é necessária, os médicos e legistas geralmente recorrem à "morte cerebral" ou "morte biológica" para definir uma pessoa como morta; as pessoas são consideradas mortas quando a atividade elétrica em seus cérebros cessa. Presume-se que o fim da atividade elétrica indica o fim da consciência. A suspensão da consciência deve ser permanente e não transitória, como ocorre em certas fases do sono e, principalmente, no coma. No caso do sono, os EEGs podem facilmente dizer a diferença.
A categoria de "morte cerebral" é vista como problemática por alguns estudiosos. Por exemplo, o Dr. Franklin Miller, membro sênior do corpo docente do Departamento de Bioética do National Institutes of Health, observa: "No final da década de 1990 ... a equação da morte encefálica com a morte do ser humano foi cada vez mais questionada por estudiosos com base em evidências sobre a gama de funcionamento biológico exibida por pacientes corretamente diagnosticados como tendo essa condição que foram mantidos em ventilação mecânica por períodos substanciais de tempo. Esses pacientes mantiveram a capacidade de manter a circulação e a respiração, controlar a temperatura, excretar resíduos, curar feridas, combater infecções e, mais dramaticamente, gestar fetos (no caso de mulheres grávidas com "morte cerebral")".
Embora a "morte cerebral" seja vista como problemática por alguns estudiosos, seus defensores acreditam que essa definição de morte é a mais razoável. O raciocínio por trás do apoio a essa definição é que a morte encefálica possui um conjunto de critérios confiáveis e reproduzíveis. Além disso, o cérebro é crucial para determinar nossa identidade ou quem somos como seres humanos. Deve-se fazer a distinção de que "morte encefálica" não pode ser equiparada a alguém que está em estado vegetativo ou coma, visto que a primeira situação descreve um estado que está além da recuperação.
Aquelas pessoas que sustentam que apenas o neocórtex do cérebro é necessário para a consciência, às vezes argumentam que apenas a atividade elétrica deve ser considerada ao definir a morte. Eventualmente, é possível que o critério para a morte seja a perda permanente e irreversível da função cognitiva, conforme evidenciado pela morte do córtex cerebral. Toda esperança de recuperação do pensamento e da personalidade humana se vai, dada a tecnologia médica atual. Geralmente, na maioria dos lugares, a definição mais conservadora de morte –cessação irreversível da atividade elétrica em todo o cérebro, em oposição a apenas no neocórtex – foi adotada (por exemplo, a Lei de Determinação Uniforme da Morte nos Estados Unidos). Em 2005, o caso Terri Schiavo trouxe a questão da morte encefálica e sustento artificial para a frente da política estadunidense.

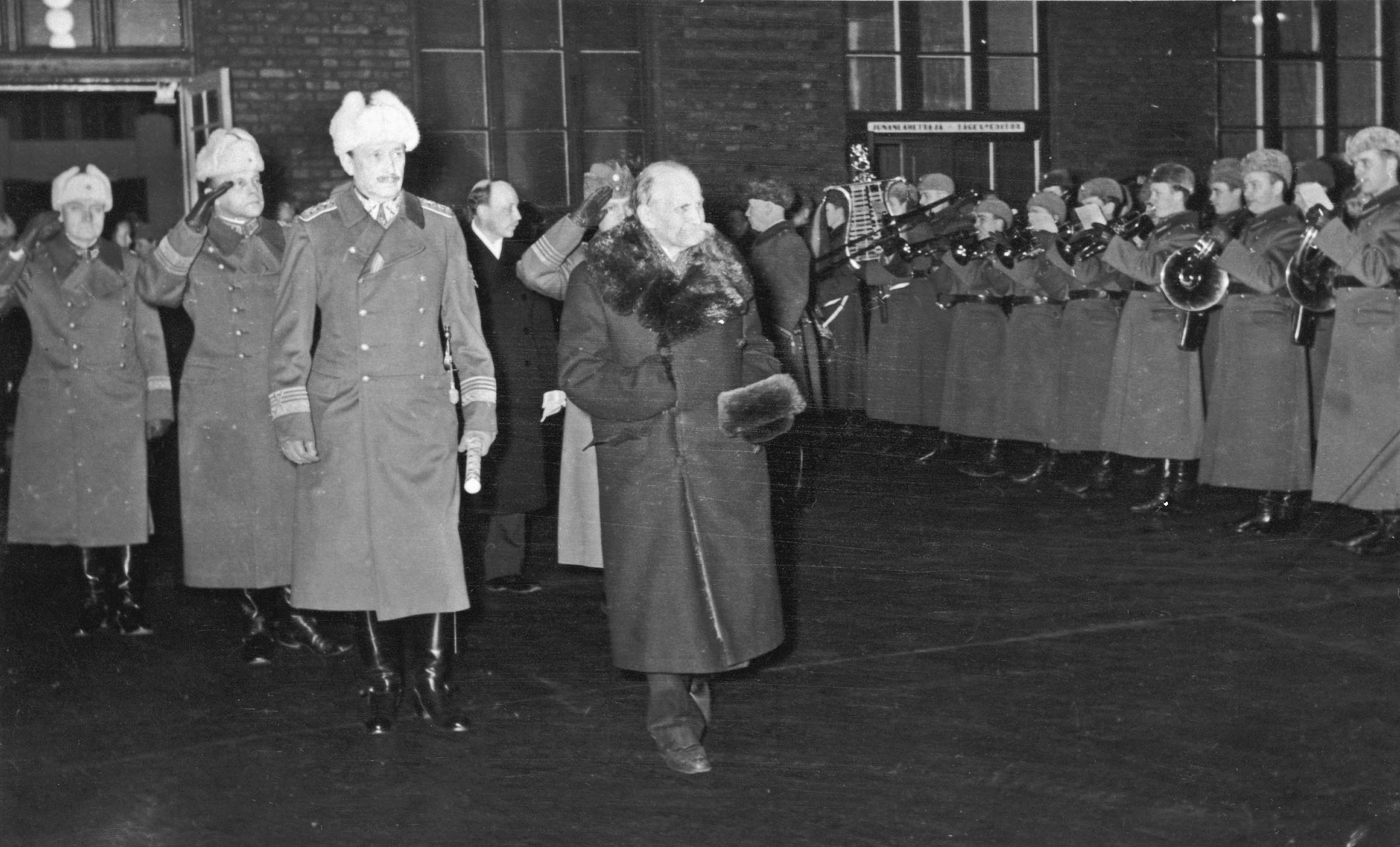
Kyösti Kallio (no meio), o quarto presidente da República da Finlândia, teve um ataque cardíaco fatal alguns segundos depois que esta fotografia foi tirada por Hugo Sundström em 19 de dezembro de 1940 na estação ferroviária de Helsinque.

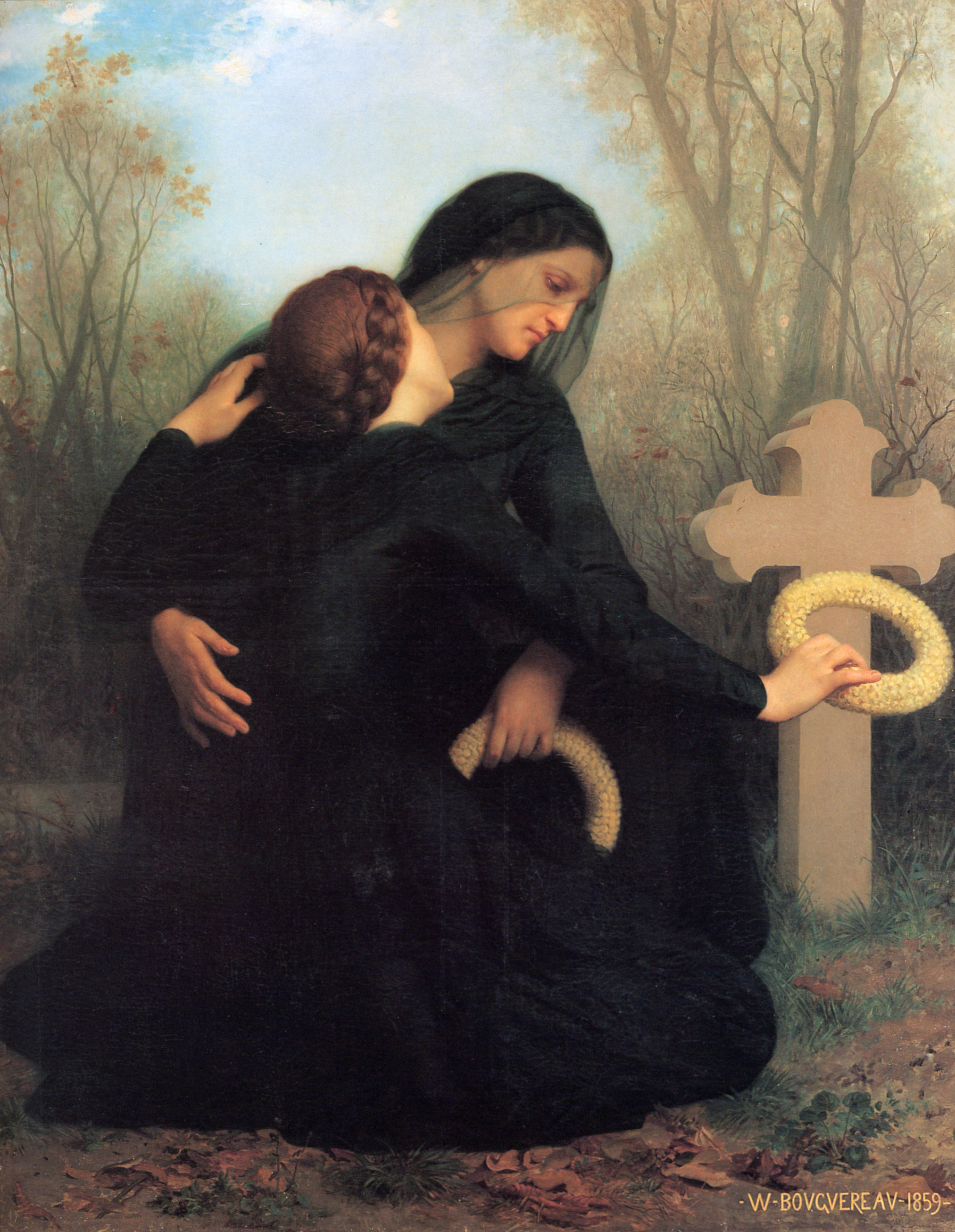
O Dia da Morte; pintura de William-Adolphe Bouguereau (1825-1905).

Mesmo pelos critérios do cérebro inteiro, a determinação da morte encefálica pode ser complicada. EEGs podem detectar impulsos elétricos espúrios, enquanto certos medicamentos, hipoglicemia, hipóxia ou hipotermia podem suprimir ou mesmo interromper a atividade cerebral temporariamente. Por causa disso, os hospitais têm protocolos para determinar a morte encefálica envolvendo EEGs em intervalos amplamente separados sob condições definidas.
Em 1980, a adoção dessa definição (morte encefálica) foi feita pela Comissão do Presidente para o Estudo de Problemas Éticos em Medicina e Pesquisa Biomédica e Comportamental. Eles concluíram que essa abordagem para definir a morte foi suficiente para chegar a uma definição uniforme. Uma infinidade de razões foi apresentada para apoiar esta definição, incluindo: uniformidade de padrões na lei para estabelecer a morte; consumo de recursos fiscais de uma família para suporte artificial de vida; e estabelecimento legal para equiparar morte encefálica com o conceito de morte, a fim de prosseguir com a doação de órgãos.
Além da questão do apoio ou da disputa sobre a morte encefálica, há outro problema inerente a essa definição categórica: a variabilidade de sua aplicação na prática médica. Em 1995, a American Academy of Neurology (AAN), estabeleceu um conjunto de critérios que se tornou o padrão médico para o diagnóstico de morte neurológica. Naquela época, três características clínicas precisavam ser satisfeitas para determinar a "interrupção irreversível" de todo o cérebro, como: coma com etiologia clara, interrupção da respiração e falta de reflexos do tronco cerebral. Este conjunto de critérios foi atualizado novamente em 2010, mas ainda permanecem discrepâncias substanciais entre hospitais e especialidades médicas.
O problema de definir a morte é especialmente imperativo no que se refere à regra do doador morto, que pode ser entendida como: deve haver uma declaração oficial de óbito de uma pessoa antes de iniciar a obtenção de órgãos ou a obtenção de órgãos não pode resultar na morte do doador. Muita controvérsia rodeou a definição de morte e a regra do doador morto. Os defensores da regra acreditam que a regra é legítima na proteção de doadores de órgãos, ao mesmo tempo em que se opõe a qualquer objeção moral ou legal à obtenção de órgãos. Os críticos, por outro lado, acreditam que a regra não atende aos melhores interesses dos doadores e que ela não promove efetivamente a doação de órgãos.

### Sinais
Sinais de morte ou fortes indícios de que um animal de sangue quente não está mais vivo são:
- Parada respiratória (sem respiração);
- Parada cardíaca (sem pulso);
- Morte cerebral (sem atividade neuronal).

As etapas que se seguem após a morte são:
- Pallor mortis, palidez que acontece entre 15 e 120 minutos após a morte;
- Algor mortis, a redução da temperatura corporal após a morte, que geralmente é um declínio constante até atingir a temperatura ambiente;
- Rigor mortis, os membros do cadáver tornam-se rígidos e difíceis de mover ou manipular;
- Livor mortis, um assentamento do sangue na parte inferior (dependente) do corpo;
- Putrefação, os primeiros sinais de decomposição;
- Decomposição, a redução em formas mais simples de matéria, acompanhada por um odor forte e desagradável;
- Esqueletização, o fim da decomposição, onde todos os tecidos moles se decompõem, deixando apenas o esqueleto;
- Fossilização, a preservação natural dos restos mortais formados ao longo de um extenso período de tempo.

Estágios após a morte
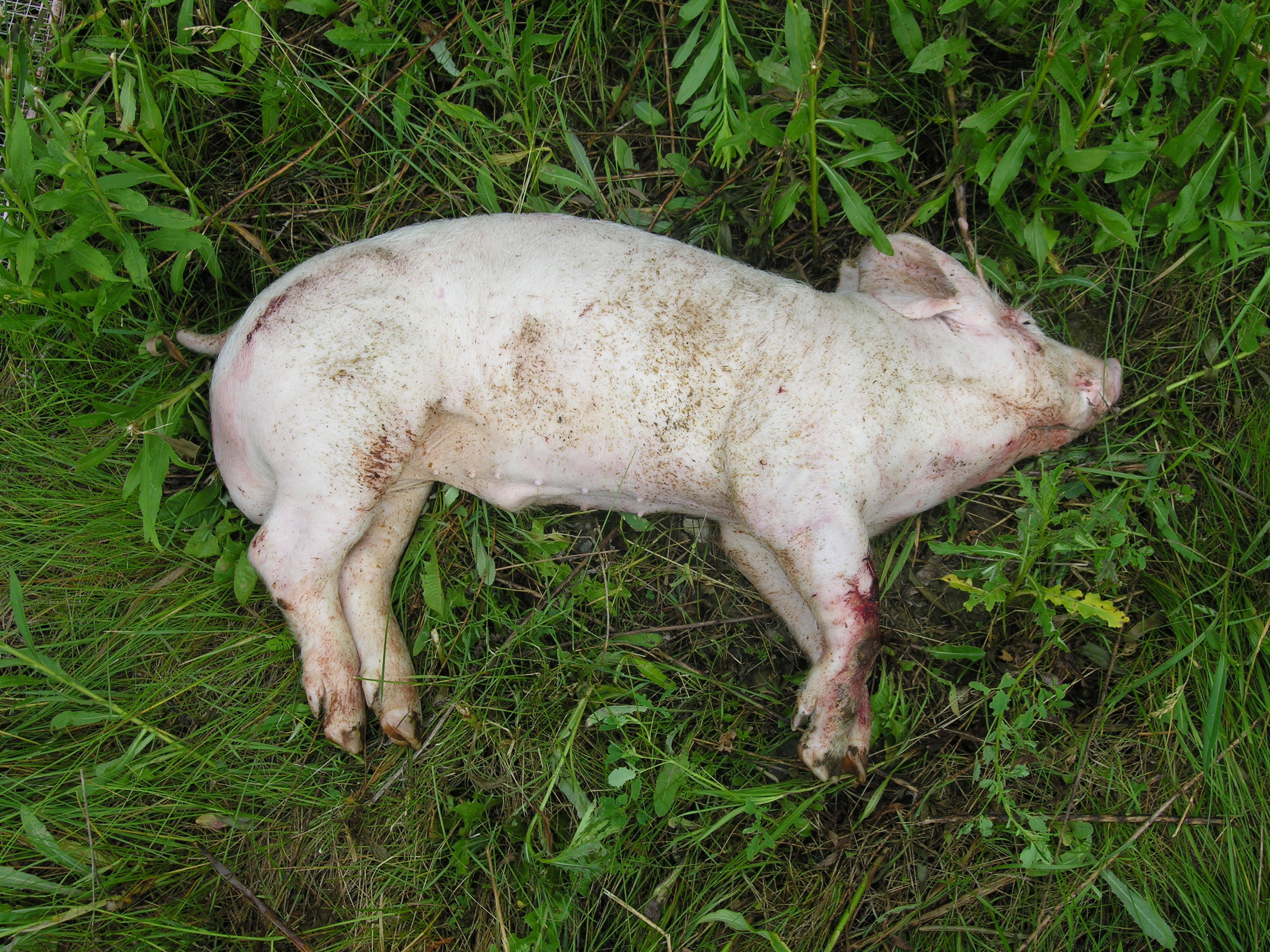
Carcaça de porco morto recentemente
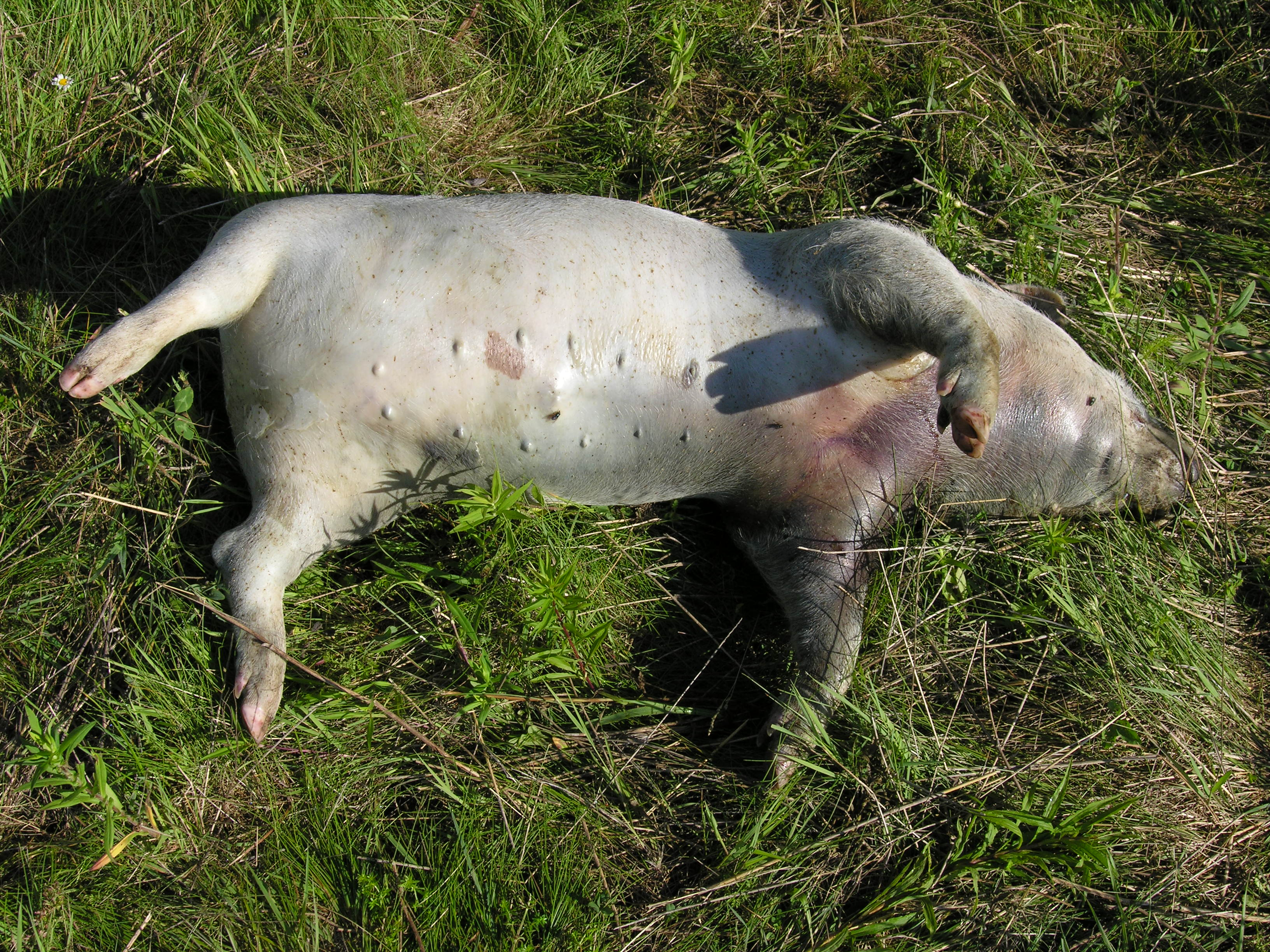
Inchaço e início da decomposição
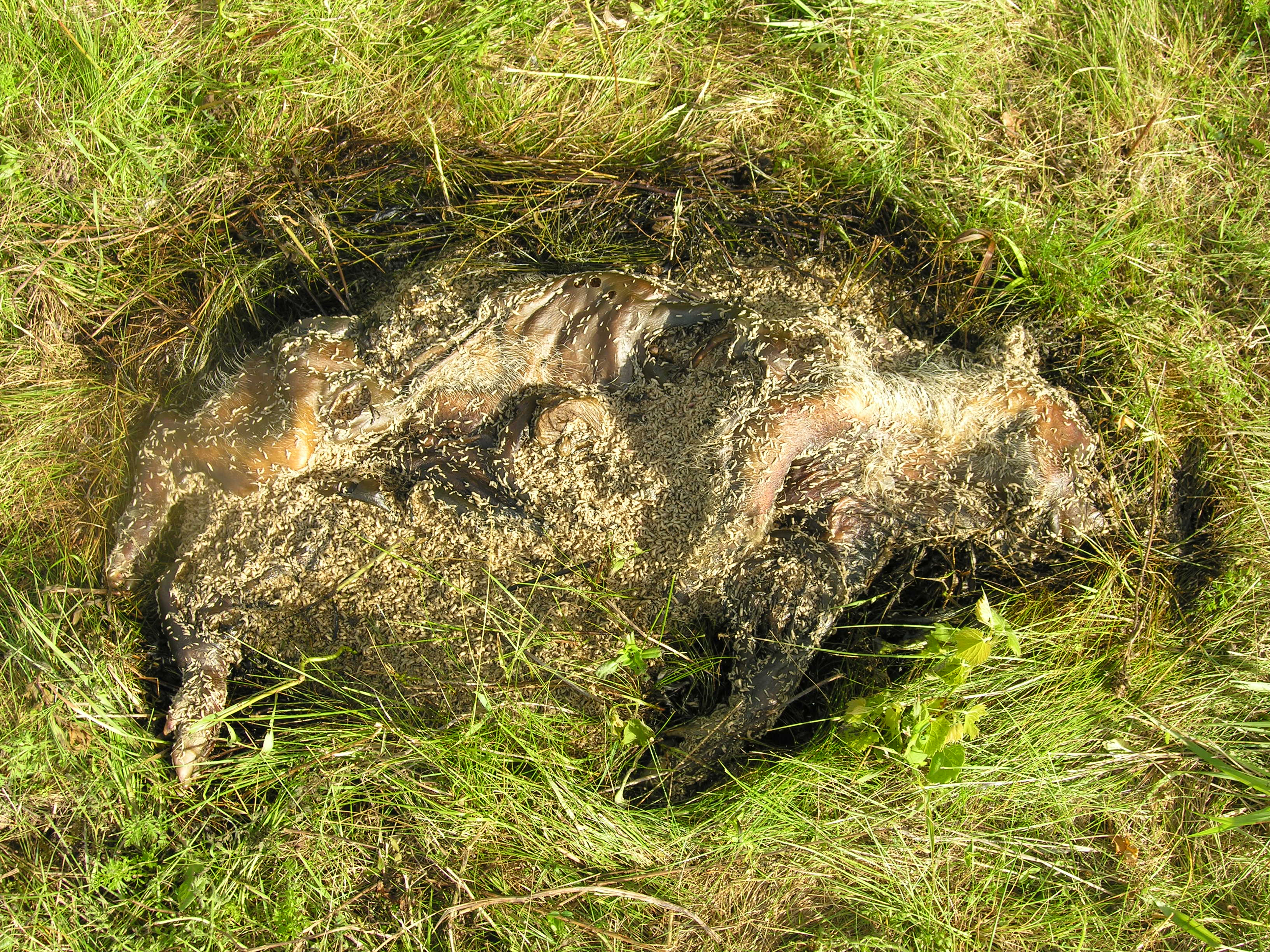
Decomposição ativa
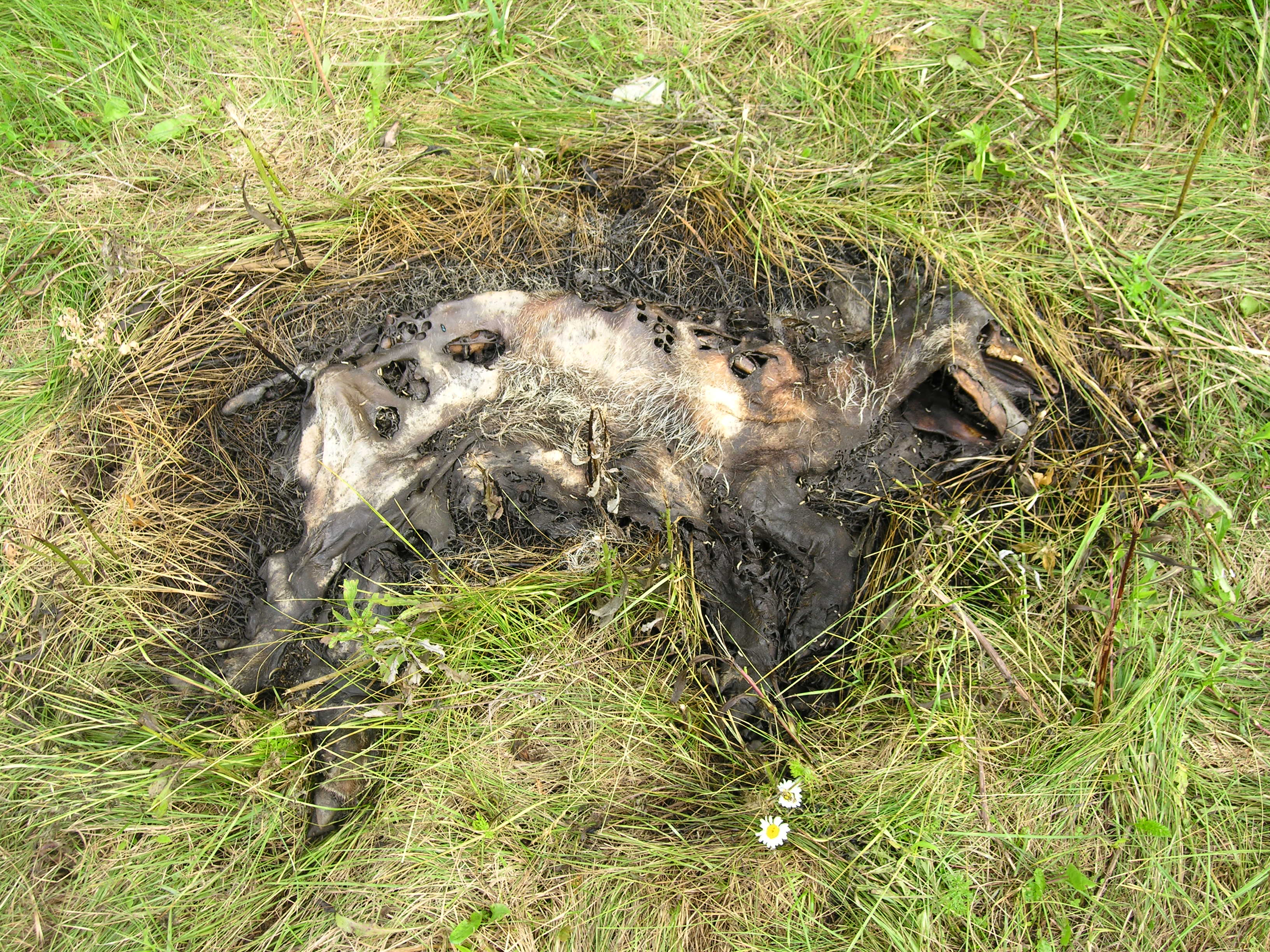
Decomposição avançada
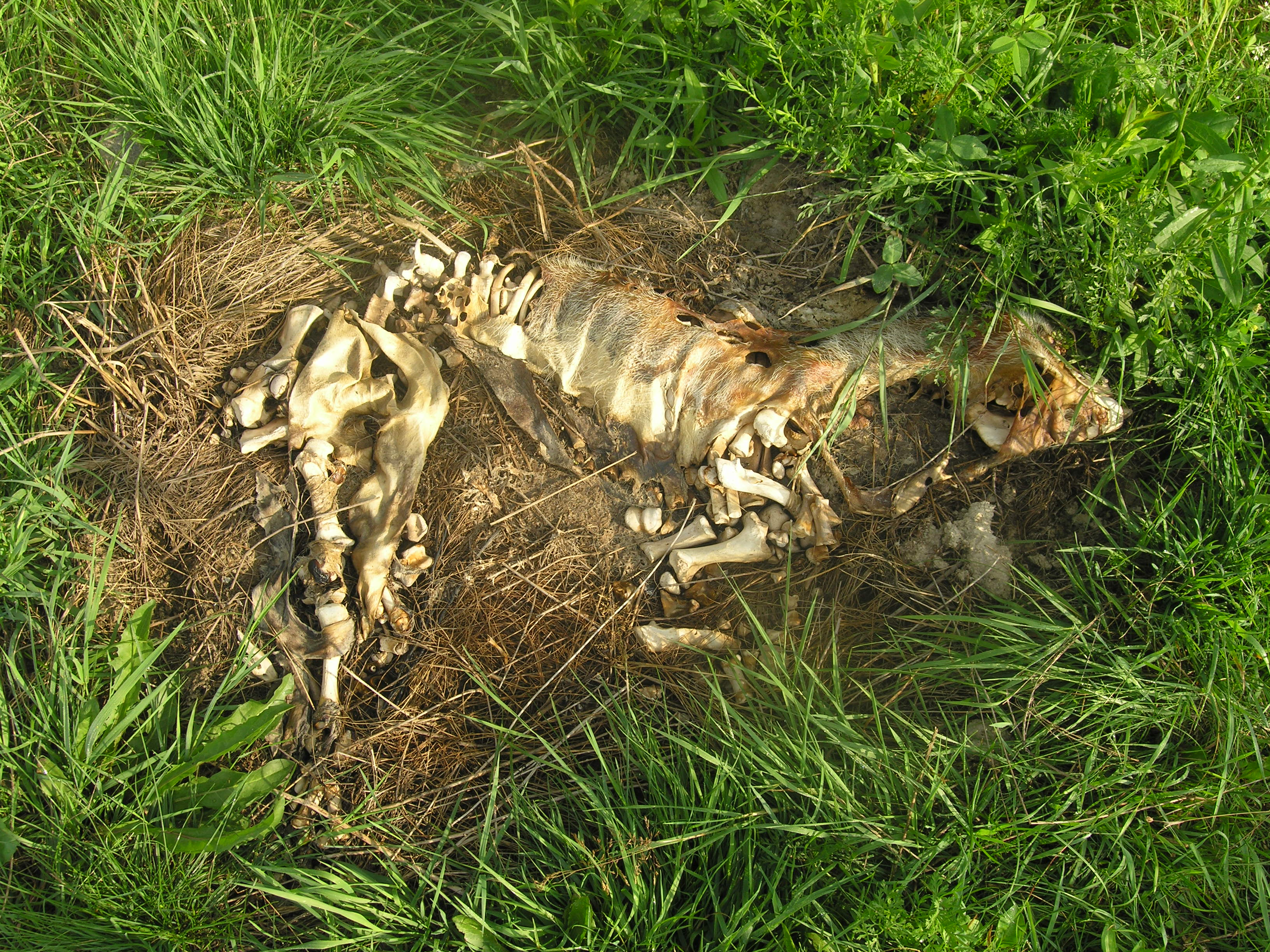
Esqueletização parcial

### Jurídico
A morte de uma pessoa tem consequências jurídicas que podem variar entre as diferentes jurisdições. A certidão de óbito é emitida na maioria das jurisdições, por um médico ou por um escritório administrativo, mediante a apresentação da declaração de óbito de um médico.

### Diagnóstico errado

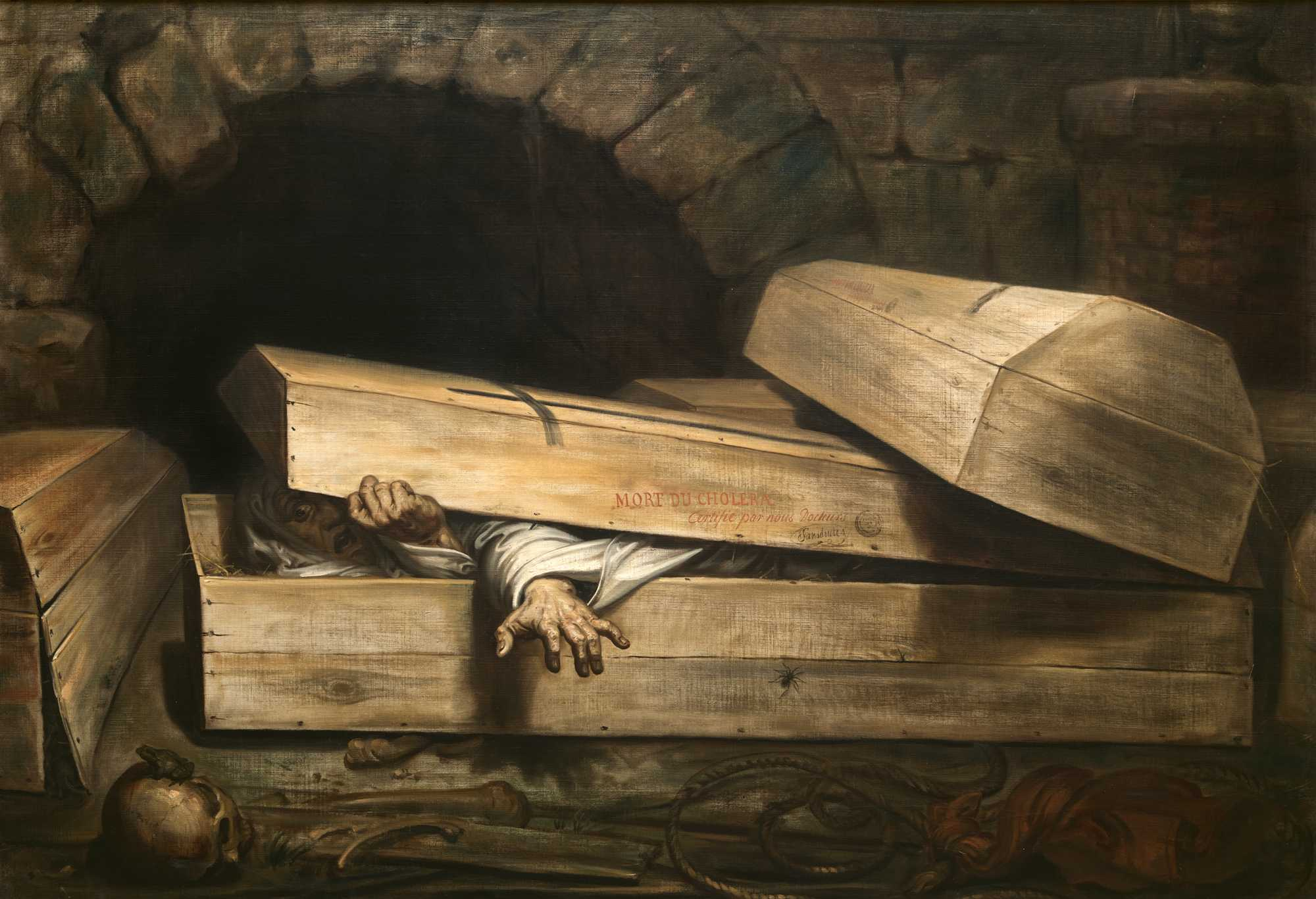
A pintura de Antoine Wiertz de um homem enterrado vivo.

Há muitas referências anedóticas a pessoas sendo declaradas mortas por médicos e "voltando à vida", às vezes dias depois em seu próprio caixão, ou quando os procedimentos de embalsamamento estão prestes a começar. A partir de meados do século XVIII, houve um aumento do medo do público de ser enterrado vivo por engano e muito debate sobre a incerteza dos sinais da morte. Várias sugestões foram feitas para testar os sinais de vida antes do enterro, variando de derramar vinagre e pimenta na boca do cadáver a aplicar picaretas em brasa nos pés ou no reto. Escrevendo em 1895, o médico J. C. Ouseley afirmou que até 2.700 pessoas eram enterradas prematuramente a cada ano na Inglaterra e no País de Gales, embora outros estimassem o número perto de 800.
Em casos de choque elétrico, a ressuscitação cardiopulmonar (RCP) por uma hora ou mais pode permitir que os nervos atordoados se recuperem, permitindo que uma pessoa aparentemente morta sobreviva. Pessoas encontradas inconscientes sob água gelada podem sobreviver se seus rostos forem mantidos continuamente frios até chegarem a um pronto-socorro. Essa "resposta ao mergulho", em que a atividade metabólica e as necessidades de oxigênio são mínimas, é algo que os humanos compartilham com os cetáceos, chamado de reflexo do mergulho dos mamíferos.
À medida que as tecnologias médicas avançam, as ideias sobre quando a morte ocorre podem ter que ser reavaliadas à luz da capacidade de restaurar a vitalidade de uma pessoa após longos períodos de morte aparente (como aconteceu quando a RCP e a desfibrilação mostraram que a cessação dos batimentos cardíacos é inadequada como um indicador decisivo de morte). A falta de atividade elétrica do cérebro pode não ser suficiente para considerar alguém cientificamente morto. Portanto, o conceito de morte teórica da informação tem sido sugerido como um meio melhor de definir quando ocorre a morte verdadeira, embora o conceito tenha poucas aplicações práticas fora do campo da criônica.
Houve algumas tentativas científicas de trazer organismos mortos de volta à vida, mas com sucesso limitado. Em cenários de ficção científica onde essa tecnologia está prontamente disponível, a morte real é diferenciada da morte reversível.

## Causas

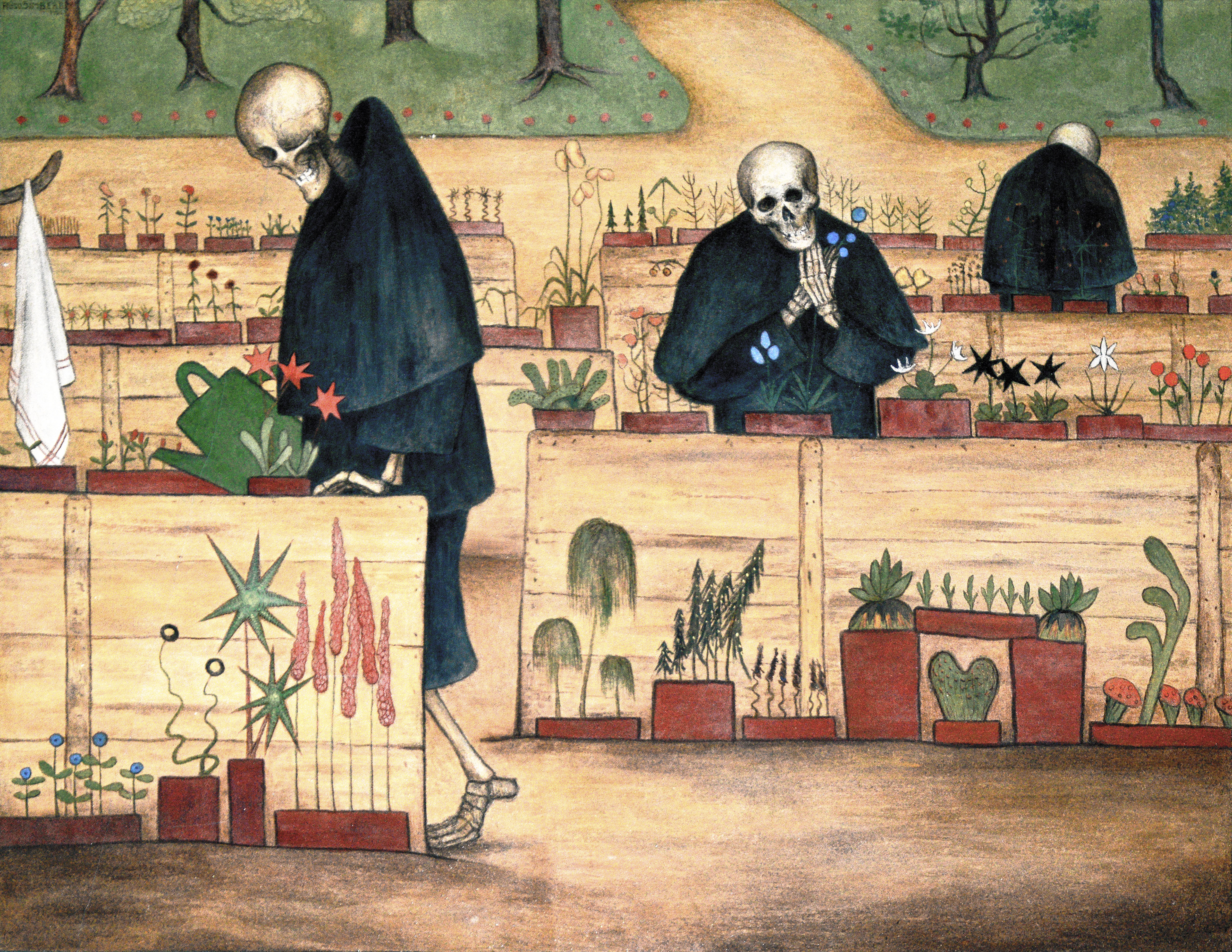
Morte cuidando de suas flores, em Kuoleman Puutarha, Hugo Simberg (1906).

A principal causa de morte humana nos países em desenvolvimento são as doenças infecciosas. As principais causas em países desenvolvidos são aterosclerose (doenças cardíacas e derrames), câncer e outras doenças relacionadas à obesidade e ao envelhecimento. Por uma margem extremamente ampla, a maior causa unificadora de morte no mundo desenvolvido é o envelhecimento biológico, levando a várias complicações conhecidas como doenças associadas ao envelhecimento. Essas condições causam perda da homeostase, levando à parada cardíaca, causando perda de oxigênio e fornecimento de nutrientes, causando deterioração irreversível do cérebro e de outros tecidos. Das cerca de 150 mil pessoas que morrem a cada dia em todo o mundo, cerca de dois terços morrem de causas relacionadas à idade. Nas nações industrializadas, a proporção é bem maior, chegando a 90%. Com a melhoria da capacidade médica, morrer tornou-se uma condição a ser controlada. Mortes em casa, antes comuns, agora são raras no mundo desenvolvido.

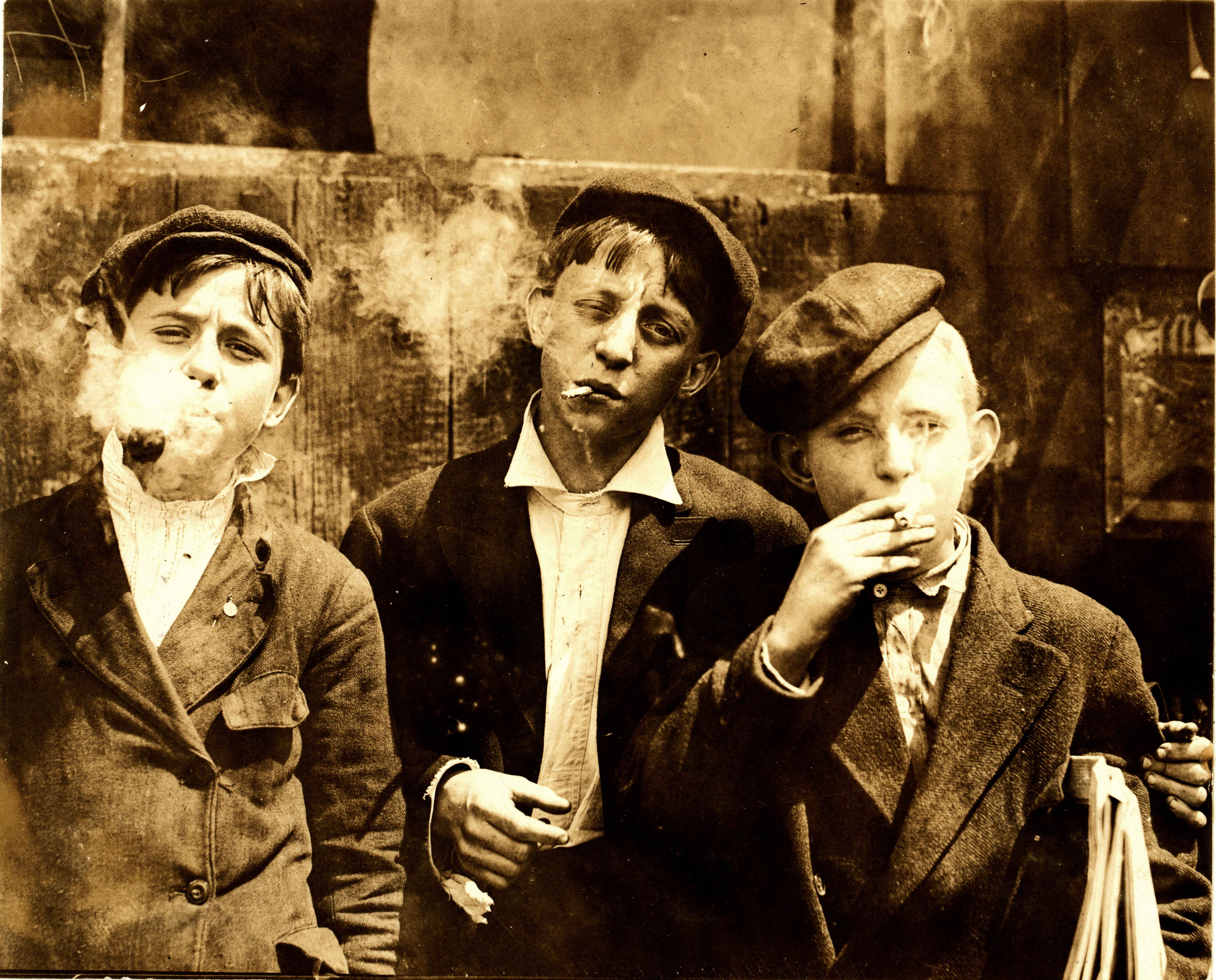
Crianças estadunidenses fumando em 1910. O tabagismo causou cerca de 100 milhões de mortes no século XX.

Nas nações em desenvolvimento, as condições sanitárias inferiores e a falta de acesso à tecnologia médica moderna tornam a morte por doenças infecciosas mais comum do que nos países desenvolvidos. Uma dessas doenças é a tuberculose, uma doença bacteriana que matou 1,8 milhão de pessoas apenas em 2015. A malária causa cerca de 400–900 milhões de casos de febre e 1–3 milhões de mortes anualmente. O número de mortes pela AIDS na África pode chegar a 90–100 milhões em 2025.
De acordo com Jean Ziegler (Repórter Especial das Nações Unidas sobre o Direito à Alimentação, de 2000 até março de 2008), a mortalidade por desnutrição representou 58% da taxa de mortalidade total em 2006. Ziegler diz que em todo o mundo cerca de 62 milhões de pessoas morreram, sendo que dessas mortes mais de 36 milhões foram por fome ou por conta de doenças relacionadas a deficiências de micronutrientes.
Fumar tabaco matou 100 milhões de pessoas em todo o mundo no século XX e poderiam matar 1 bilhão de pessoas em todo o mundo no século XXI, alertou um relatório da Organização Mundial da Saúde.
Muitas das principais causas de morte no mundo desenvolvido podem ser adiadas por dieta adequada e atividade física, mas a incidência crescente de doenças com a idade ainda impõe limites à longevidade humana. A causa evolutiva do envelhecimento está, na melhor das hipóteses, apenas começando a ser entendida. Foi sugerido que a intervenção direta no processo de envelhecimento pode agora ser a intervenção mais eficaz contra as principais causas de morte.

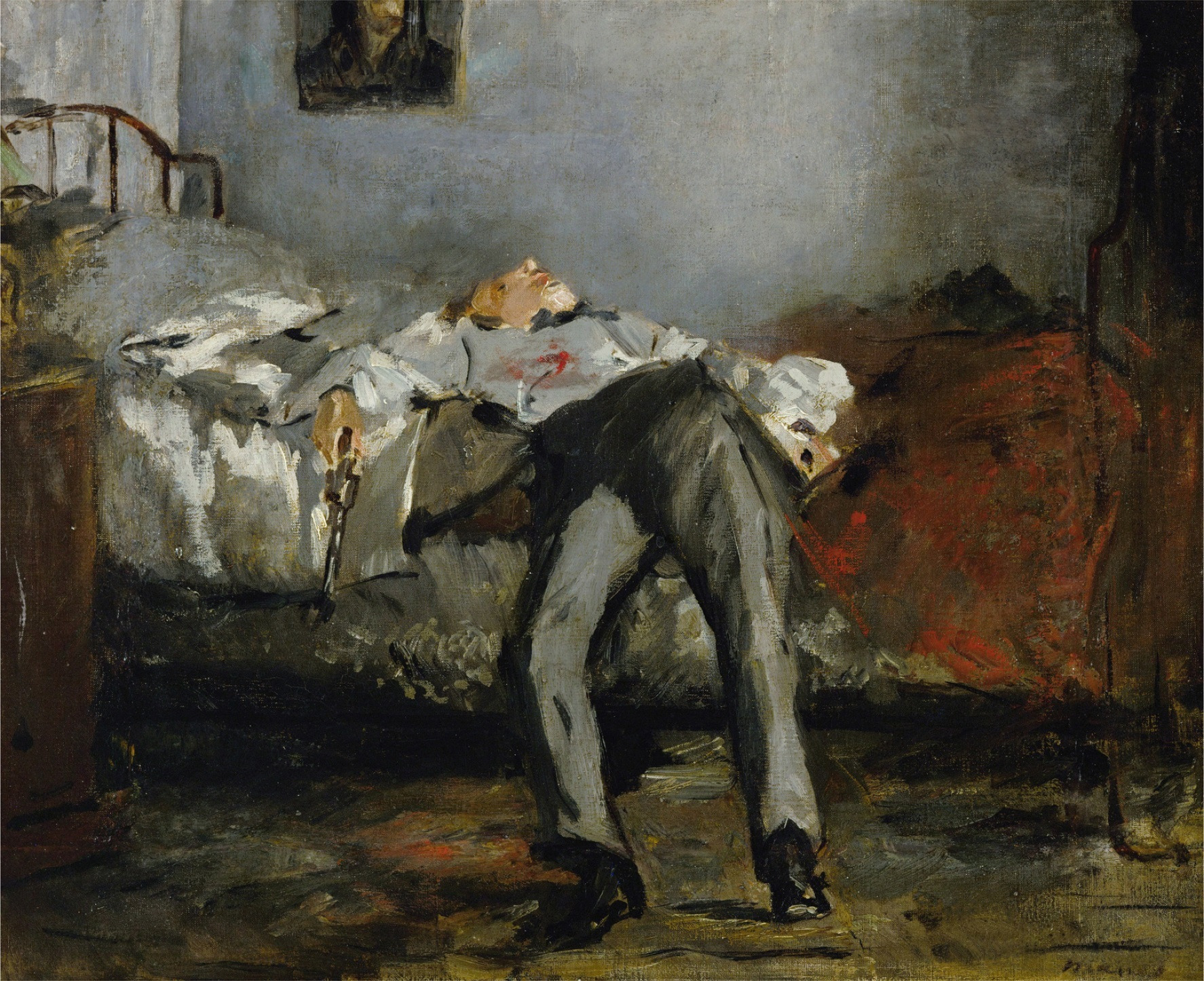
Le Suicidé de Édouard Manet retrata um homem que recentemente se suicidou com uma arma de fogo.

Selye propôs uma abordagem não específica unificada para muitas causas de morte. Ele demonstrou que o estresse diminui a adaptabilidade de um organismo e propôs descrever a adaptabilidade como um recurso especial, a energia de adaptação. O animal morre quando esse recurso se esgota. Selye presumiu que a adaptabilidade é um suprimento finito, apresentado no nascimento. Posteriormente, Goldstone propôs o conceito de uma produção ou receita de energia de adaptação que pode ser armazenada (até um limite), como reserva de capital de adaptação. Em trabalhos recentes, a energia de adaptação é considerada uma coordenada interna no "caminho dominante" no modelo de adaptação. É demonstrado que oscilações de bem-estar aparecem quando a reserva de adaptabilidade está quase esgotada.
Em 2012, o suicídio ultrapassou os acidentes de carro como as principais causas de mortes por ferimentos humanos nos Estados Unidos, seguidos por envenenamento, quedas e assassinatos. Em países de renda alta e média, quase metade a mais de dois terços de todas as pessoas vivem além dos 70 anos e morrem predominantemente de doenças crônicas. Em países de baixa renda, onde menos de uma em cada cinco pessoas chega aos 70 anos e mais de um terço de todas as mortes ocorrem entre crianças menores de 15 anos, as pessoas morrem predominantemente de doenças infecciosas.

### Autópsia

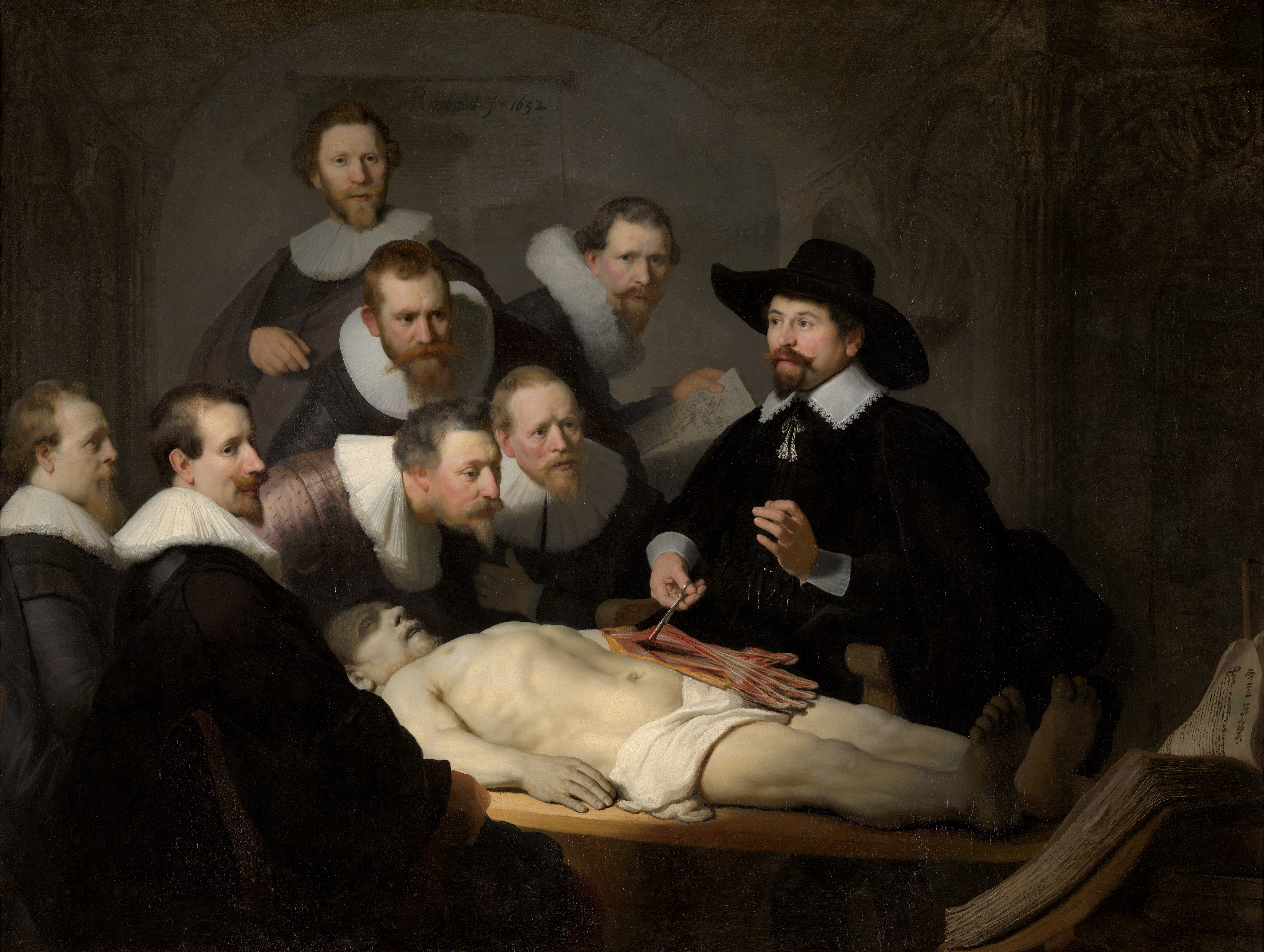
Uma autópsia é retratada em A Lição de Anatomia do Dr. Nicolaes Tulp, de Rembrandt.

Uma autópsia, também conhecida como exame post-mortem ou obdução, é um procedimento médico que consiste em um exame completo de um cadáver humano para determinar a causa e a forma da morte de uma pessoa e para avaliar qualquer doença ou lesão que possa estar presente. Geralmente é realizado por um médico especializado chamado patologista.
As autópsias são realizadas para fins legais ou médicos. Uma autópsia forense é realizada quando a causa da morte pode ser uma questão criminal, enquanto uma autópsia clínica ou acadêmica é realizada para encontrar a causa médica da morte e é usada em casos de morte desconhecida ou incerta, ou para fins de pesquisa. As autópsias podem ser classificadas em casos em que o exame externo é suficiente e aqueles em que o corpo é dissecado e um exame interno é realizado. Em alguns casos, a permissão de parentes mais próximos pode ser necessária para uma autópsia interna. Uma vez que uma autópsia interna é concluída, o corpo é geralmente reconstituído por costura. A autópsia é importante em um ambiente médico e pode esclarecer erros e ajudar a melhorar as práticas. A necropsia, que nem sempre é um procedimento médico, era um termo usado anteriormente para descrever um exame post-mortem não regulamentado. Nos tempos modernos, esse termo é mais comumente associado a cadáveres de animais.

## Sociedade e cultura

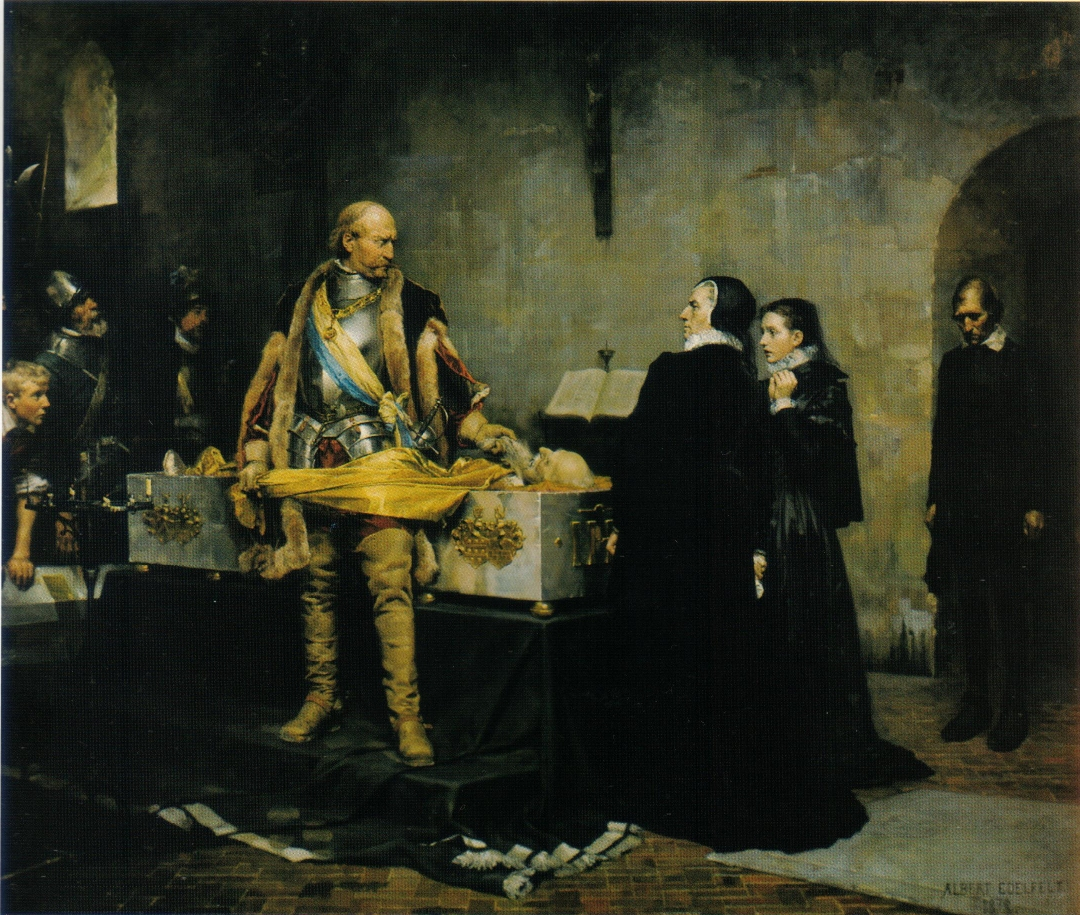
O regente duque Carlos (mais tarde rei Carlos IX da Suécia) insultou o cadáver de Klaus Fleming. Albert Edelfelt, 1878.

Falar sobre a morte e testemunhá-la é uma questão difícil para a maioria das culturas. As sociedades ocidentais podem gostar de tratar os mortos com o máximo respeito material, com um embalsamador oficial e ritos associados. Sociedades orientais (como a Índia) podem ser mais abertas a aceitar a morte como um fato consumado, com uma procissão fúnebre do cadáver terminando em uma queima ao ar livre até as cinzas do mesmo.

### Aspectos jurídicos
Os aspectos jurídicos da morte também fazem parte de muitas culturas, particularmente o acordo do destino do patrimônio do falecido e as questões de herança e, em alguns países, a tributação de herança. A pena capital também é um aspecto culturalmente divisivo da morte. Na maioria das jurisdições onde a pena de morte é aplicada hoje, a pena de morte é reservada para assassinato premeditado, espionagem, traição ou como parte da Justiça militar. Em alguns países, crimes sexuais, como adultério e sodomia, acarretam pena de morte, assim como crimes religiosos, como apostasia, que é a renúncia formal de uma religião. Em muitos países, o tráfico de drogas também é crime capital. Na China, o tráfico de pessoas e casos graves de corrupção também são punidos com a morte. Nas forças armadas em todo o mundo, as cortes marciais impuseram sentenças de morte para crimes como covardia, deserção, insubordinação e motim.

Tudo é vaidade, obra de Charles Allan Gilbert, um exemplo de memento mori, destinado a representar como a vida e a morte estão interligadas.

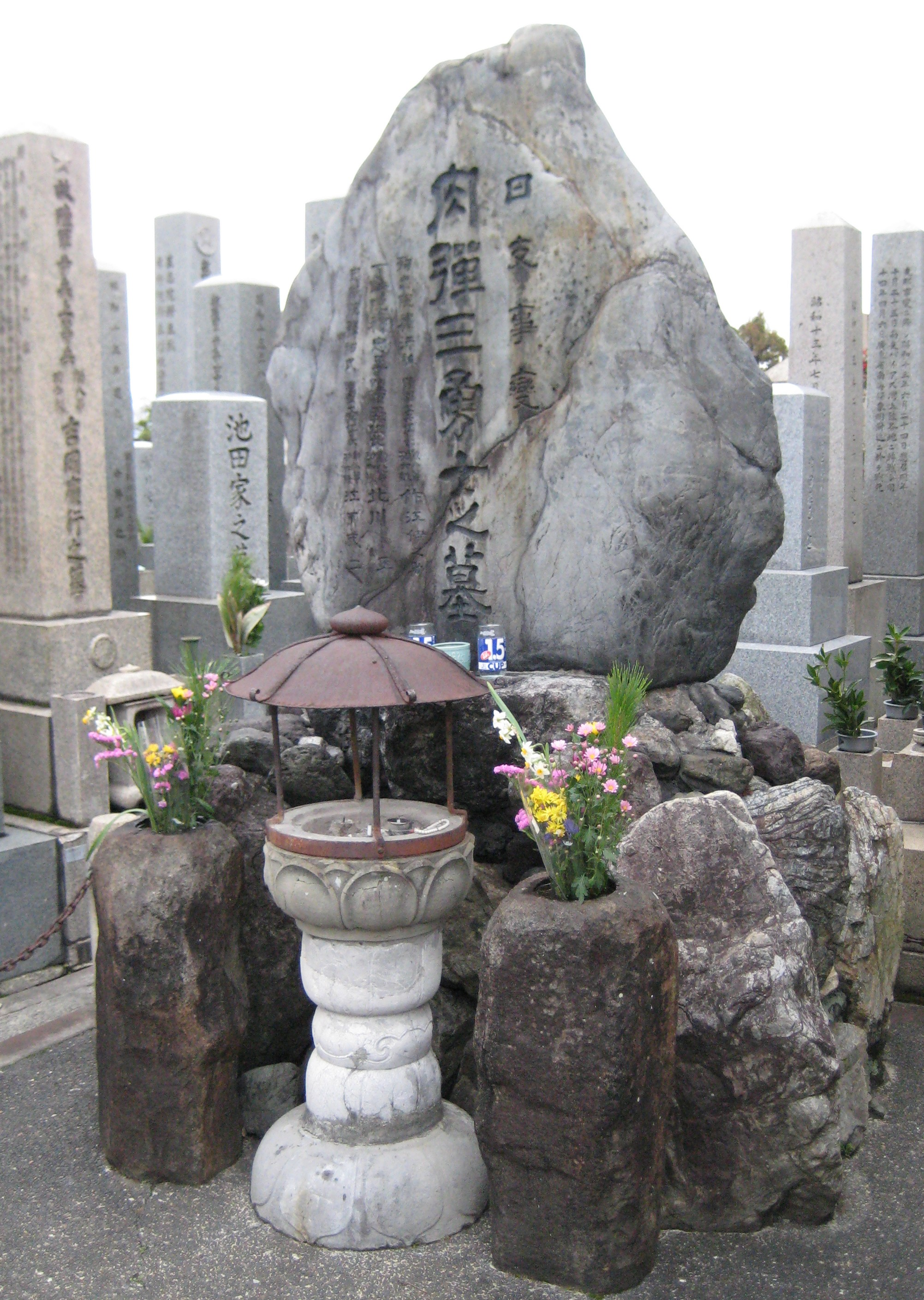
Lápides em Quioto, Japão.

No Brasil, uma morte humana é contabilizada oficialmente quando é registrada por familiares do morto em um cartório. Antes de poder requerer o óbito oficial, o falecido deve ter feito o registro de nascimento oficial. Apesar da Lei de Registro Público garantir a todos os cidadãos brasileiros o direito de registrar os óbitos independentemente de seus meios financeiros, o governo brasileiro não retirou o ônus e os familiares (muitas vezes os filhos), como custos ocultos e as taxas para registrar uma morte de um parente. Para muitas famílias empobrecidas, os custos indiretos e o fardo do pedido de morte levam a um enterro cultural local mais fácil não oficial, o que, por sua vez, levanta o debate sobre a taxas de mortalidade imprecisas no país.

### Suicídio
A morte na guerra e no ataque suicida também têm laços culturais, e as ideias de dulce et decorum est pro patria mori, motim punível com a morte, parentes de soldados mortos em luto estão incorporadas em muitas culturas. Recentemente no mundo ocidental, com o aumento do terrorismo após os ataques de 11 de setembro, mas também no passado com os atentados suicidas em missões kamikaze na Segunda Guerra Mundial e missões suicidas em uma série de outros conflitos na história, morte por uma causa por forma de ataque suicida e martírio tiveram impactos culturais significativos. O suicídio em geral, e particularmente a eutanásia, também são pontos de debate cultural. Ambos os atos são entendidos de maneiras muito diferentes em diferentes culturas. No Japão, por exemplo, acabar com a vida com honra por seppuku era considerado uma morte desejável, enquanto nas culturas tradicionais cristã e islâmica, o suicídio é visto como um "pecado". A morte é personificada em muitas culturas, com representações simbólicas como o Grim Reaper, Azrael, o deus hindu Iama e o Pai Tempo.

### Impacto psicológico
Muitas pessoas têm medo de morrer. Discutir, pensar ou planejar suas próprias mortes lhes causa desconforto. Esse medo pode levá-los a adiar o planejamento financeiro, preparar um testamento ou solicitar ajuda de uma organização de cuidados paliativos.
Pessoas diferentes têm reações diferentes à ideia de suas próprias mortes. O filósofo Galen Strawson escreve que a morte que muitas pessoas desejam é uma aniquilação inexperiente e indolor instantânea. Nesse cenário improvável, a pessoa morre sem perceber e sem medo. Em um momento, a pessoa está andando, comendo ou dormindo e, no momento seguinte, a pessoa está morta. Strawson argumenta que esse tipo de morte não tiraria nada da pessoa, pois ele acredita que uma pessoa não pode ter uma reivindicação legítima de propriedade no futuro.

### Localização

Número estimado da Organização Mundial de Saúde de mortes por milhão de pessoas em 2012.

Antes de cerca de 1930, a maioria das pessoas nos países ocidentais morria em suas próprias casas, cercada pela família e confortada pelo clero, vizinhos e médicos fazendo visitas domiciliares. Em meados do século XX, metade de todos os estadunidenses morreram em um hospital.
No início do século XXI, apenas cerca de 20–25% das pessoas nos países desenvolvidos morriam fora de uma instituição médica.
A mudança da morte em casa para a morte em um ambiente médico profissional foi denominada "morte invisível". Essa mudança ocorreu gradualmente ao longo dos anos, até que a maioria das mortes agora ocorrem fora da casa da pessoa.

### Religiões

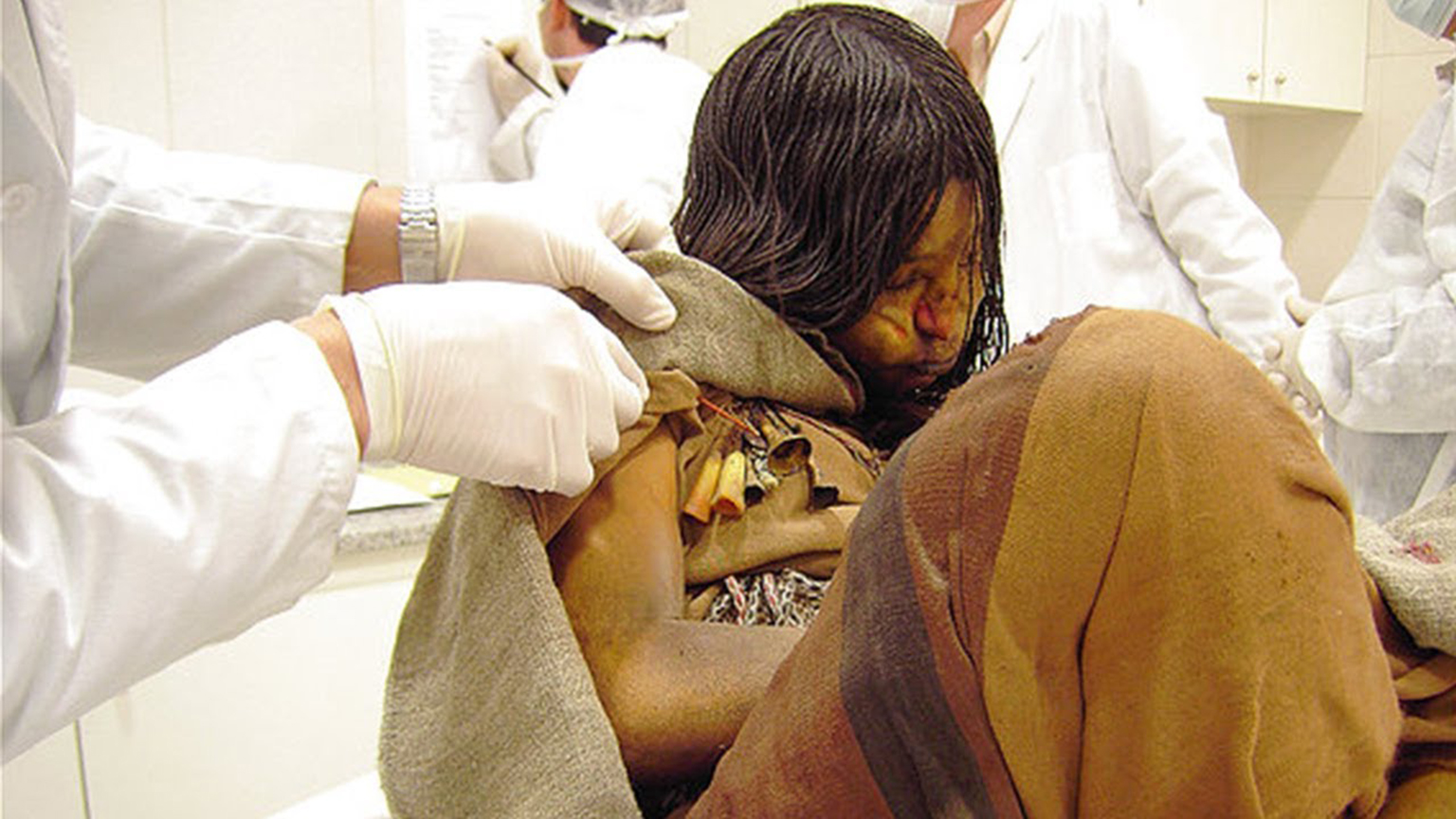
"A Donzela" é uma múmia que faz parte de um achado arqueológico chamado Crianças de Llullaillaco. Na foto, a Donzela na província de Salta (Argentina).

Na sociedade, a natureza da morte e a consciência da humanidade de sua própria mortalidade tem sido por milênios uma preocupação das tradições religiosas do mundo e da investigação filosófica. Isso inclui a crença na ressurreição ou na vida após a morte (associada às religiões abraâmicas), reencarnação ou renascimento (associada às religiões dármicas) ou que a consciência deixa de existir permanentemente, conhecido como esquecimento eterno (associado ao humanismo secular).
As cerimônias após a morte podem incluir várias práticas de luto, práticas fúnebres e rituais de homenagem ao falecido. Os restos mortais de uma pessoa, comumente conhecidos como cadáveres ou corpos, são geralmente enterrados inteiros ou cremados, embora entre as culturas do mundo haja uma variedade de outros métodos de eliminação mortuária.

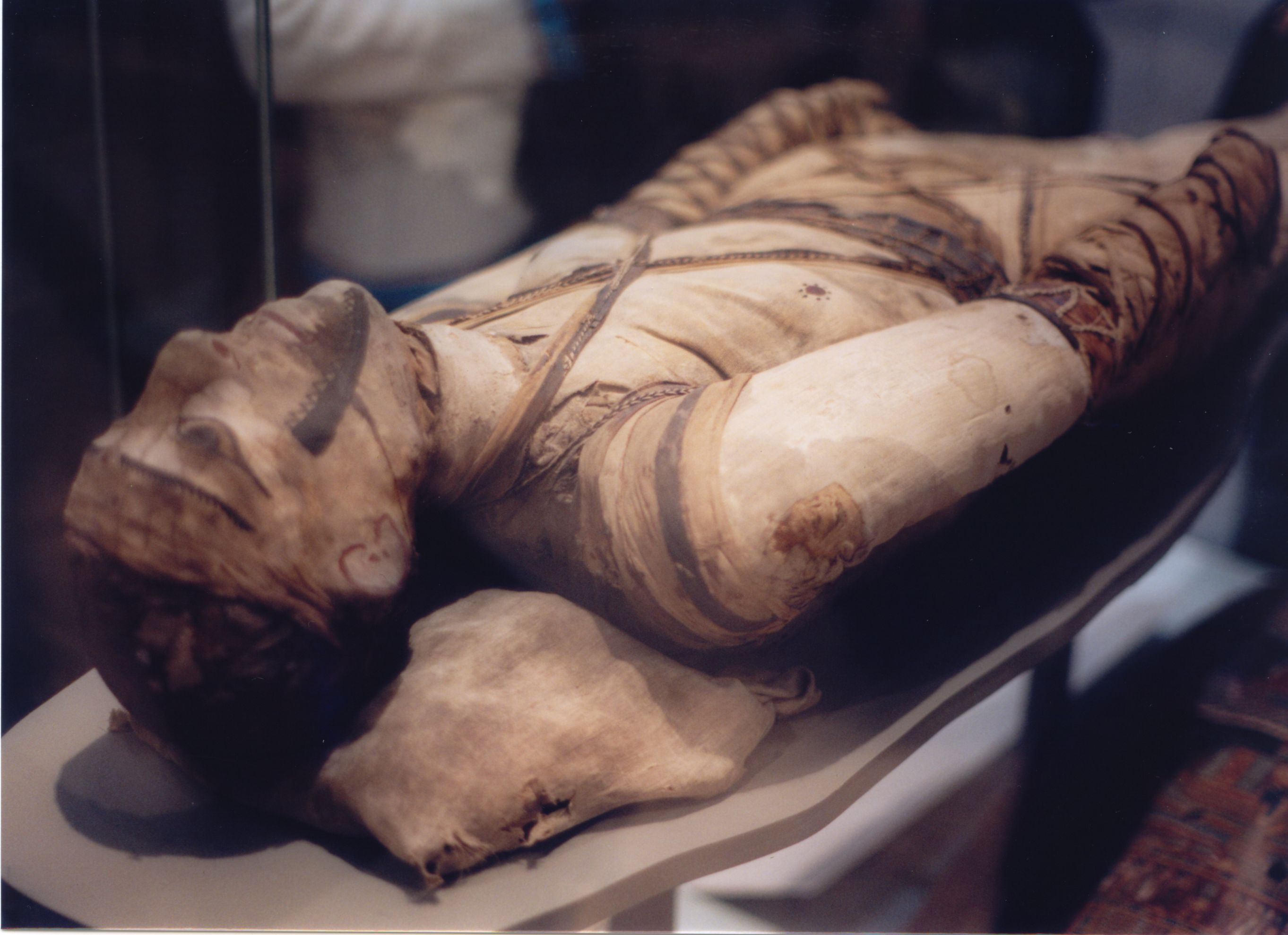
Múmia do Antigo Egito no Museu Britânico.

A morte é o centro de muitas tradições e organizações; os costumes relativos à morte são uma característica de todas as culturas ao redor do mundo. Muito disso gira em torno do cuidado com os mortos, bem como da vida após a morte e da eliminação dos corpos no início da morte.
A eliminação de cadáveres humanos, em geral, acaba em enterro ou cremação. No entanto, esta não é uma prática unificada; no Tibete, por exemplo, o corpo recebe um túmulo no céu e é deixado no topo de uma montanha. A preparação adequada para a morte e as técnicas e cerimônias para produzir a habilidade de transferir as realizações espirituais de alguém para outro corpo (reencarnação) são assuntos de estudo detalhado no Tibete. A mumificação ou embalsamamento também é comum em algumas culturas, para retardar a taxa de decomposição.

#### Budismo

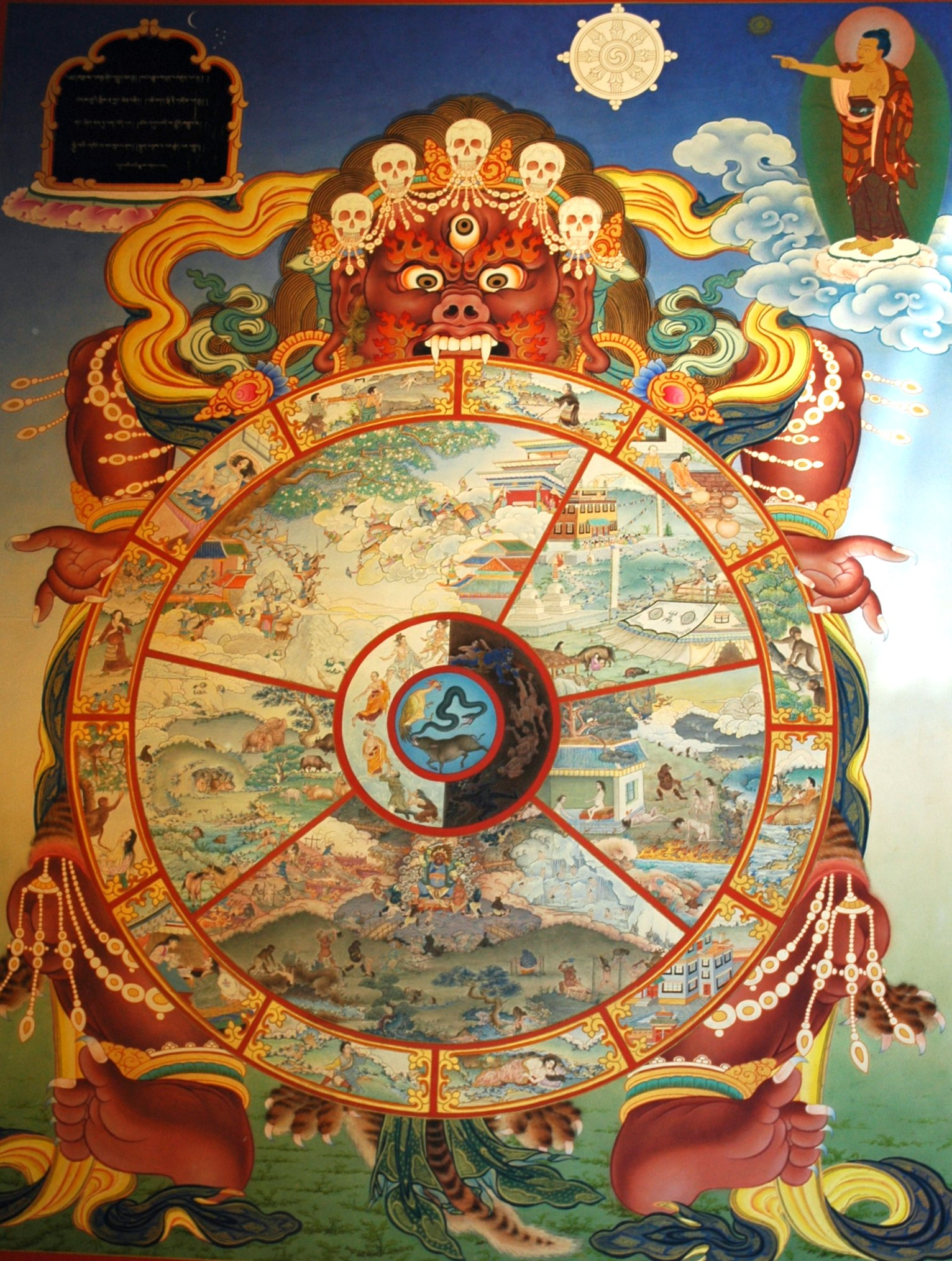
Um thangka mostrando o bhavacakra com os antigos cinco reinos cíclicos de saṃsāra na cosmologia budista. Textos medievais e contemporâneos geralmente descrevem seis reinos de reencarnação.

Na doutrina e na prática budista, a morte desempenha um papel importante. A consciência da morte foi o que motivou o príncipe Sidarta Gautama a se esforçar para encontrar o "imortal" e, finalmente, alcançar a iluminação. Na doutrina budista, a morte funciona como um lembrete do valor de ter nascido como ser humano . Renascer como ser humano é considerado o único estado em que se pode atingir a iluminação. Portanto, a morte ajuda a lembrar a si mesmo de que não se deve considerar a vida algo natural. A crença no renascimento entre os budistas não remove necessariamente a ansiedade da morte, uma vez que toda existência no ciclo de renascimento é considerada repleta de sofrimento, e renascer muitas vezes não significa necessariamente que se progrida.
A morte faz parte de vários princípios budistas essenciais, como as Quatro Nobres Verdades e a origem dependente.

#### Hinduísmo

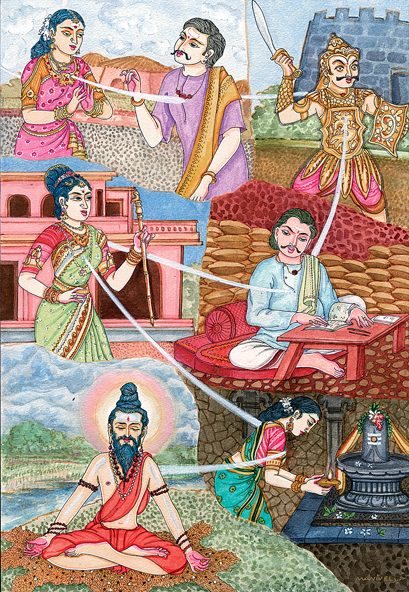
Ilustração que descreve as crenças hindus sobre a reencarnação.

Nos textos hindus, a morte é descrita como o jiva-atma espiritual eterno individual (alma ou eu consciente) saindo do corpo material temporário atual. A alma sai deste corpo quando o corpo não pode mais sustentar o eu consciente (vida), o que pode ser devido a razões mentais ou físicas, ou mais precisamente, a incapacidade de agir sobre o kama (desejos materiais). Durante a concepção, a alma entra em um novo corpo compatível com base nos méritos e deméritos restantes do karma (atividades materiais boas/más baseadas no dharma) e no estado da mente (impressões ou últimos pensamentos) no momento da morte.
Normalmente, o processo de reencarnação (transmigração da alma) faz com que a pessoa esqueça todas as memórias de sua vida anterior. Visto que nada realmente morre e o corpo material temporário está sempre mudando, tanto nesta vida quanto na próxima, a morte significa simplesmente o esquecimento de nossas experiências anteriores (identidade material anterior).
A existência material é descrita como cheia de misérias decorrentes do nascimento, doença, velhice, morte, mente, clima, etc. Para conquistar o samsara (o ciclo de morte e renascimento) e se tornar elegível para um dos diferentes tipos de moksha (liberação), é preciso primeiro conquistar kama (desejos materiais) e tornar-se autorrealizado. A forma de vida humana é mais adequada para esta jornada espiritual, especialmente com a ajuda de sadhu (pessoas santas autorrealizadas), sastra (escrituras espirituais reveladas) e guru (mestres espirituais autorrealizados), dado que todos os três estão de acordo.

#### Religiões abraâmicas
Há uma variedade de crenças sobre a vida após a morte dentro do judaísmo, mas nenhuma delas contradiz a preferência da vida sobre a morte. Em parte, isso ocorre porque a morte põe fim à possibilidade de cumprimento de quaisquer mandamentos.

### Impacto cultural

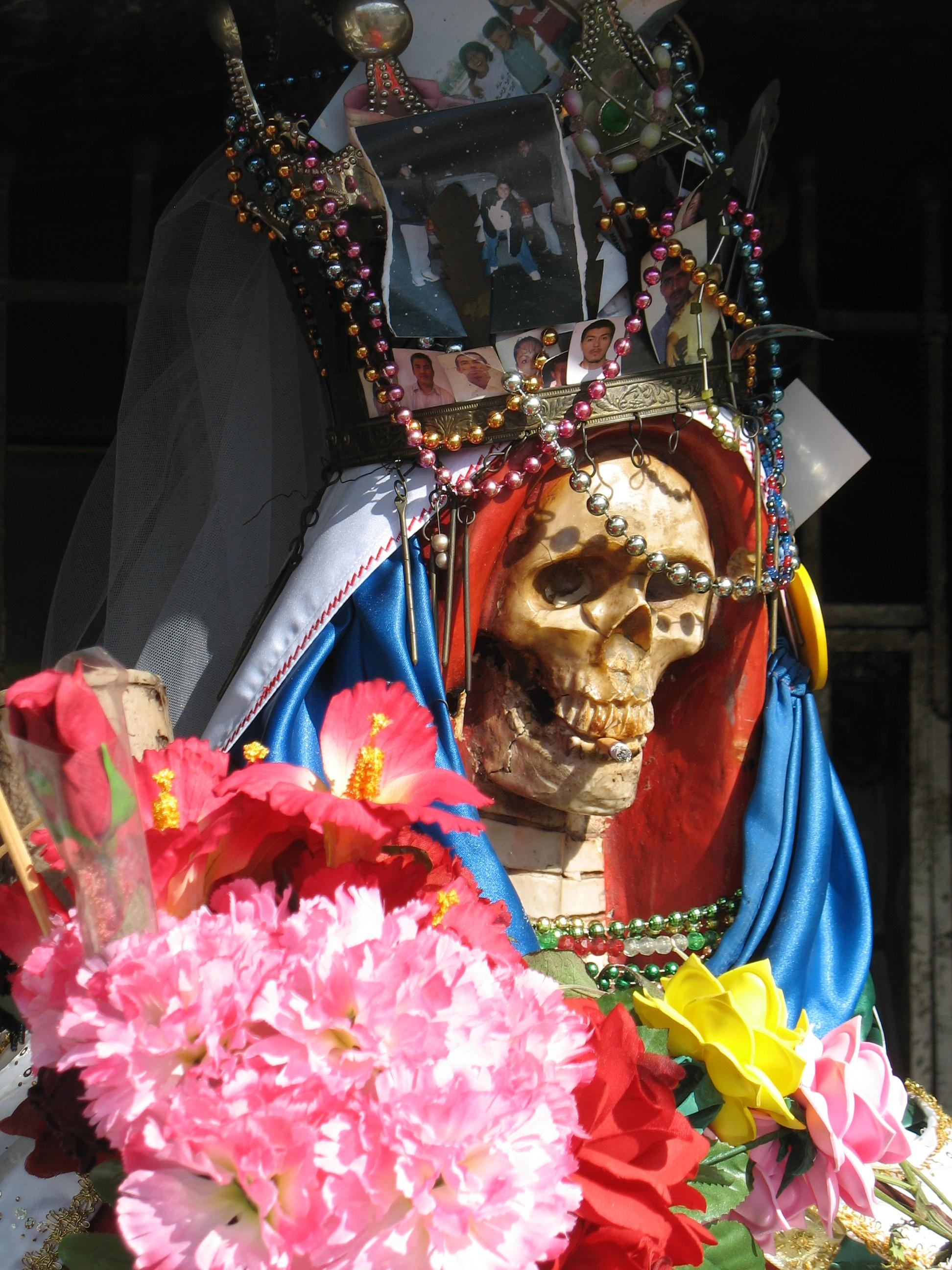
Santa Muerte: uma personificação da morte segundo a cultura popular mexicana.

A morte como uma entidade sensível é um conceito que existe em muitas sociedades desde o início da história. A morte também é representada por uma figura mitológica em várias culturas. Na iconografia ocidental, ela é, usualmente, representada como uma figura esquelética vestida de manta negra com capuz e portando uma foice/gadanha. É representada nas cartas do tarô e frequentemente ilustrada na literatura e nas artes. A associação da imagem com o ceifador está relacionada ao trigo, que na Bíblia simboliza a vida. Em inglês, é geralmente dado, à morte, o nome de Grim Reaper (literalmente, "ceifeiro sombrio"). Também é dado o nome de Anjo da Morte (em hebraico:  מַלְאַךְ הַמָּוֶת, Malach HaMavet), decorrente da Bíblia. A morte também é uma figura mitológica que tem existido na mitologia e na cultura popular desde o surgimento dos contadores de histórias. Na mitologia grega, Tânato seria a divindade que personificava a morte, e Hades, o deus do mundo da morte. O ceifador também aparece nas cartas de tarô e em vários trabalhos televisivos e cinematográficos. Uma das formas dessa personificação é um grande personagem da série Discworld de Terry Pratchett. Grande parte dos romances da série centra-se nela como personagem principal.
Em alguns casos, essa personificação da morte é realmente capaz de causar a morte da vítima, gerando histórias de que ela pode ser subornada, enganada, ou iludida, a fim de manter uma vida. Outras crenças consideram que o espectro da morte é apenas um psicopompo e serve para cortar os laços antigos entre a alma e o corpo e para orientar o falecido ao outro mundo, sem ter qualquer controle sobre o fato da morte da vítima. Os mexicanos personificam a morte na figura da Santa Muerte, uma deusa resultante do sincretismo entre as mitologias católica e mesoamericanas.

#### Portugal
Segundo Leite de Vasconcelos, na noite de Todos os Santos, em Barqueiros, era tradição preparar, à meia-noite, uma mesa com castanhas para os mortos da família irem comer; e depois ninguém mais tocava nas castanhas porque se dizia que estavam "babadas dos defuntos". É também costume deixar um lugar vago à mesa para o morto ou deixar a mesa cheia de iguarias toda a noite da consoada para as "alminhas".
Nas Viagens do Barão de Rozmital, de 1465 a 1467, encontram-se algumas referências aos clamores e brados e outras tradições fúnebres: "Ha também alli esta costumeira : morrendo alguém, levam para a egreja vinho, carne, pão e outras comidas; os parentes do morto acompanham o funeral vestidos de roupas brancas próprias dos
enterros com capuzes á maneira dos monges, com o qual vestuário se vestem de um modo admirável. Aquelles porém, que são assalariados para carpirem o defuncto vão vestidos com roupa
preta, e fazem um pranto como o d'aquelles que entre nós pulam
de contentes ou estão alegres por terem bebido".

#### Ameríndios
Algumas tribos de nativos do Novo Mundo acreditavam que havia algum tipo de vida após a morte. Outras consumiam a carne ou ossos de familiares mortos, pois pensavam que assim adquiririam as boas qualidades da pessoa morta. Quando algum índio importante de tribos da Bahia falecia, era enterrado com suas armas e objetos usados no dia a dia e, para que pudesse se alimentar, alimentos e água eram disponibilizados. O pio do gavião caracará era temido pelos índios amazônicos uma vez que acreditam que era o anúncio de morte na aldeia.
Os camacan da Bahia colocavam, sobre a sepultura do índio morto, pedaços de carnes e, quando eles desapareciam (comidos por outros animais ou por outros motivos), evitava-se comer aquele tipo de caça. Entre os Maués da Amazônia, a família da pessoa morta abstinha-se de comer banana, peixe pego em anzol ou com o emprego do timbó e alguns tipos de caça. Os Aruak de Roraima cremavam os mortos e as cinzas eram guardadas em pequenas urnas. Por ocasião da data de aniversário do falecido, um punhado da cinza era misturado ao mingau de banana e consumido pelos parentes. Outras tribos misturavam as cinzas ao caxiri, uma bebida fermentada, e assim as ingeriam.
Os tarianas e os tucanos desenterravam seus mortos após um mês do funeral e os colocavam em uma grande panela até que as partes moles desaparecessem. Os ossos, após carbonizados, eram triturados e reduzidos a pó. Este era colocado em vários cochos cheios de caxiri. A mistura era bebida pelos presentes, que acreditavam que estavam ingerindo as boas qualidades do falecido. Entre os Kubewãna, era costume desenterrar grandes líderes mortos há mais de quinze anos, triturar seus ossos e misturá-los a uma bebida grossa à base de milho e ingeri-los em grandes festas regadas a caxiri. Os Arapiuns, índios que viveram nos séculos XVII e XVIII a oeste do Rio Tapajós, também bebiam as cinzas dos seus mortos misturadas a bebidas. Os jumanas da região dos rio Japurá e rio Solimões cremavam seus mortos e tomavam as cinzas misturadas com bebidas, uma vez que acreditavam que a alma da pessoa estava nas cinzas e voltava a viver no corpo de quem ingeria a bebida. Os Waiká da Amazônia adicionavam as cinzas à sopa de banana e os Surara, também da Amazônia, ao mingau de banana. Entre os indígenas que habitavam no início do século XVII na região da serra da Ibiapaba, entre Ceará e Piauí, se o morto era do sexo masculino, as mulheres comiam sua carne e moíam seus ossos, bebendo-o para não sentirem saudades do ente querido. As mulheres dos Tarairiu do Rio Grande do Norte repartiam o cadáver, moqueavam e lamentavam sua morte enquanto comiam sua carne e roíam seus ossos.

## Na biologia

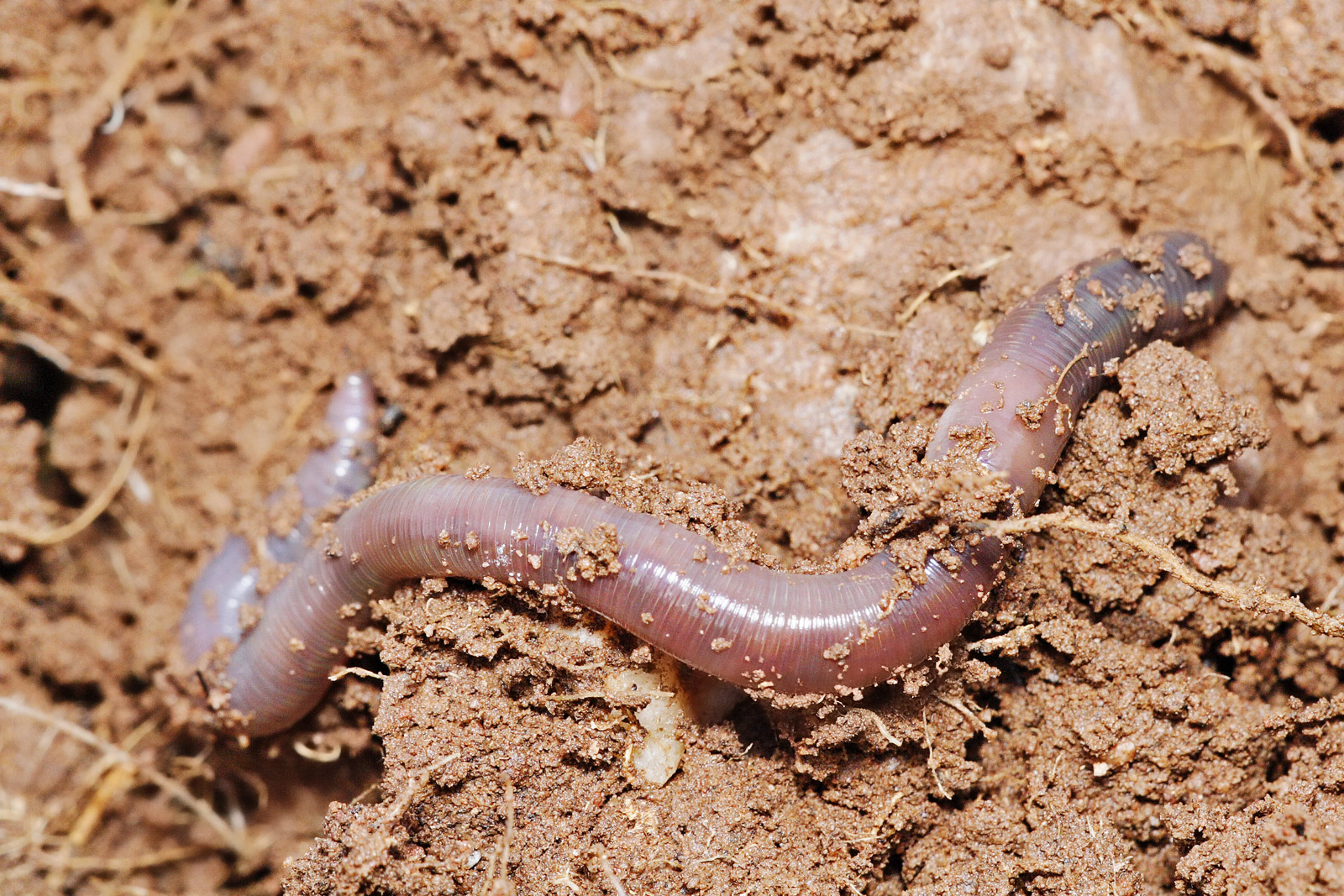
As minhocas são detritívoros que vivem no solo.

Após a morte, os restos de um organismo passam a fazer parte do ciclo biogeoquímico, durante o qual os animais podem ser consumidos por um predador ou um necrófago. A matéria orgânica pode então ser posteriormente decomposta por detritívoros, organismos que reciclam detritos, devolvendo-os ao meio ambiente para reutilização na cadeia alimentar, onde esses produtos químicos podem acabar sendo consumidos e assimilados nas células de um organismo vivo. Exemplos de detritívoros incluem minhocas, piolhos e escaravelhos.
Os microrganismos também desempenham um papel vital, elevando a temperatura da matéria em decomposição à medida que a decompõem em moléculas ainda mais simples. Nem todos os materiais precisam ser totalmente decompostos. O carvão, um combustível fóssil formado ao longo de vastas extensões de tempo em ecossistemas de pântanos, é um exemplo.

### Seleção natural
A teoria evolucionária contemporânea vê a morte como uma parte importante do processo de seleção natural. Considera-se que os organismos menos adaptados ao seu ambiente têm maior probabilidade de morrer tendo produzido menos descendentes, reduzindo assim sua contribuição para o pool genético. Seus genes são, portanto, eventualmente reproduzidos em uma população, levando, na pior das hipóteses, à extinção e, mais positivamente, tornando o processo possível, conhecido como especiação. A frequência da reprodução desempenha um papel igualmente importante na determinação da sobrevivência das espécies: um organismo que morre jovem, mas deixa vários descendentes, exibe, de acordo com os critérios darwinianos, uma aptidão muito maior do que um organismo de vida longa deixando apenas um.

### Extinção

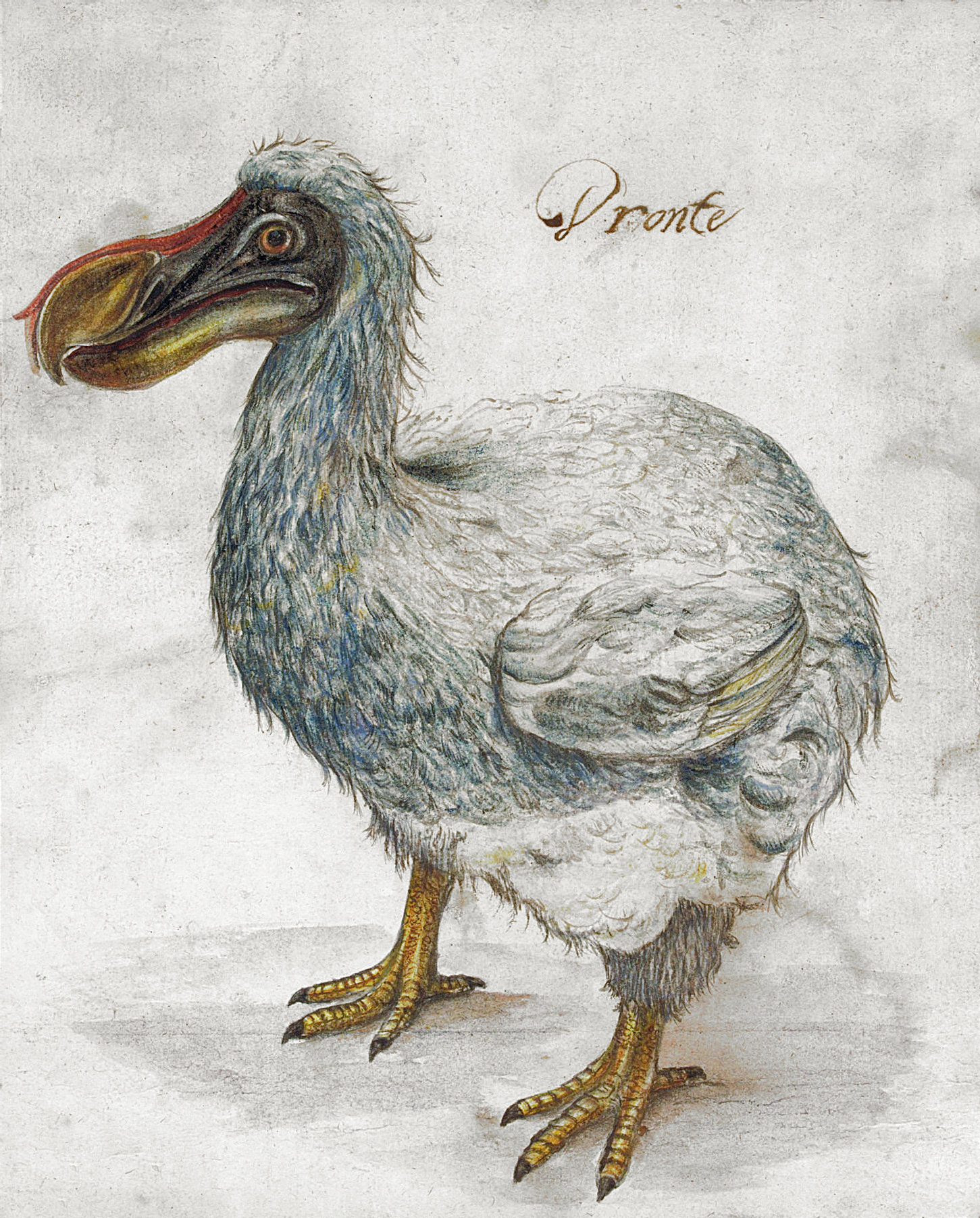
Um dodô, o pássaro que se tornou sinônimo para a extinção de uma espécie.

Extinção é a cessação da existência de uma espécie ou grupo taxonômico, reduzindo a biodiversidade. O momento de extinção é geralmente considerado como a morte do último indivíduo daquela espécie (embora a capacidade de procriar e se recuperar possa ter sido perdida antes deste ponto). Como o alcance potencial de uma espécie pode ser muito grande, determinar esse momento é difícil e geralmente é feito retrospectivamente. Essa dificuldade leva a fenômenos como os táxon de Lázaro, onde espécies presumivelmente extintas "reaparecem" abruptamente (normalmente no registro fóssil) após um período de ausência aparente. Novas espécies surgem por meio do processo de especiação, um aspecto da evolução. Novas variedades de organismos surgem e prosperam quando são capazes de encontrar e explorar um nicho ecológico - e as espécies se extinguem quando não são mais capazes de sobreviver em condições mutáveis ou contra uma competição superior.

### Senescência

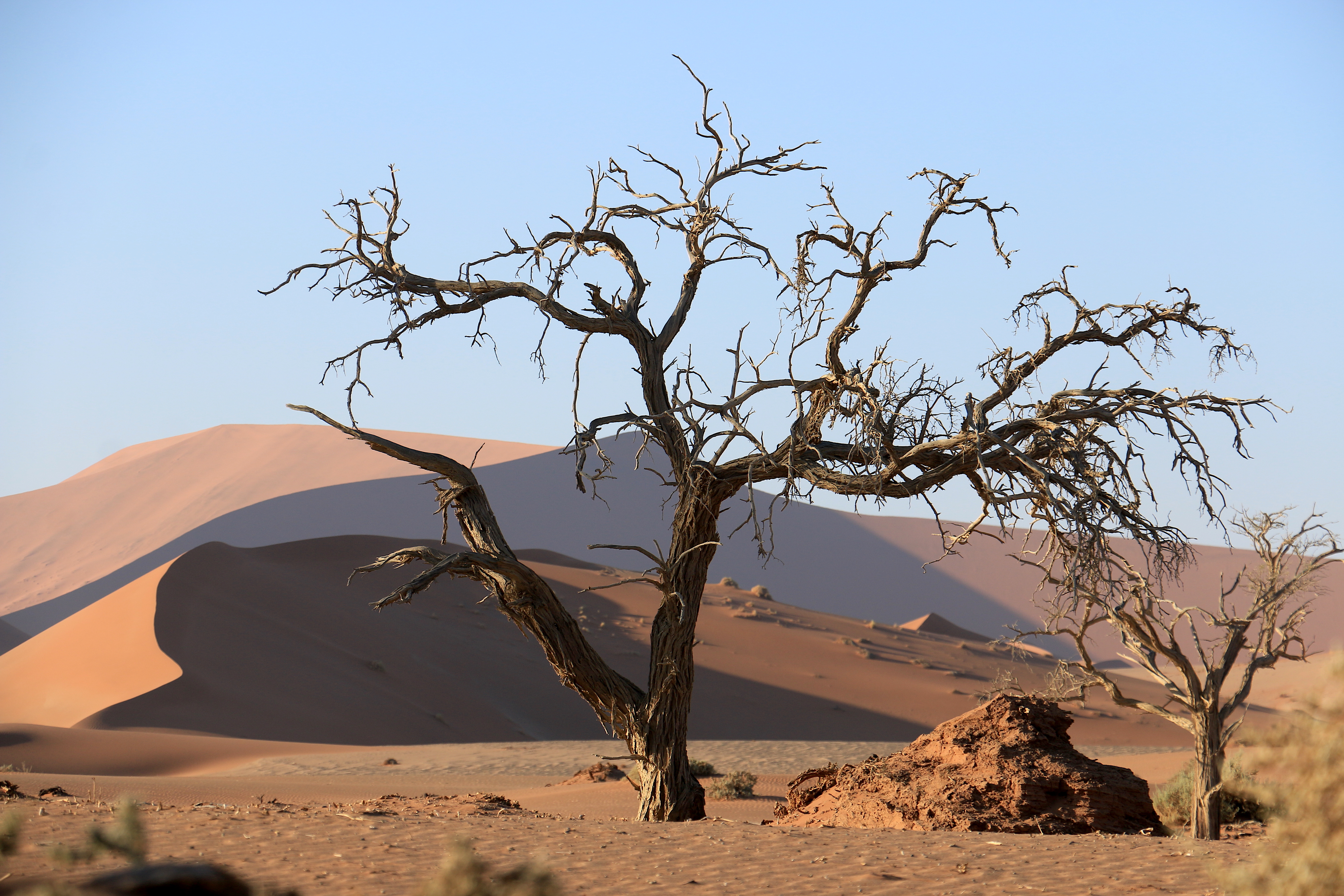
Árvore Camelthorn morta em Sossusvlei, na Namíbia.

A senescência se refere a um cenário em que um ser vivo é capaz de sobreviver a todas as calamidades, mas acaba morrendo por causas relacionadas à velhice. As células animais e vegetais normalmente se reproduzem e funcionam durante todo o período de existência natural, mas o processo de envelhecimento deriva da deterioração da atividade celular e da ruína do funcionamento regular. A aptidão das células para deterioração gradual e mortalidade significa que as células são naturalmente condenadas à perda estável e de longo prazo da capacidade de vida, mesmo apesar das contínuas reações metabólicas e viabilidade. No Reino Unido, por exemplo, nove em cada dez de todas as mortes que ocorrem diariamente estão relacionadas com a senescência, enquanto em todo o mundo é responsável por dois terços das 150 mil mortes que ocorrem diariamente.
Quase todos os animais que sobrevivem a riscos externos ao seu funcionamento biológico acabam morrendo devido ao envelhecimento biológico, conhecido nas ciências da vida como "senescência". Alguns organismos experimentam senescência insignificante, até mesmo exibindo imortalidade biológica. Isso inclui a água-viva Turritopsis dohrnii, a hidra e a planária. As causas não naturais de morte incluem suicídio e predação.
A morte fisiológica agora é vista como um processo, mais do que um evento: as condições antes consideradas indicativas de morte agora são reversíveis. No processo, onde uma linha divisória é traçada entre a vida e a morte depende de fatores além da presença ou ausência de sinais vitais. Em geral, a morte clínica não é necessária nem suficiente para a determinação da morte legal. Um paciente com coração e pulmões em funcionamento determinado com morte cerebral pode ser declarado legalmente morto sem que ocorra a morte clínica. À medida que o conhecimento científico e a medicina avançam, a formulação de uma definição médica precisa para a morte se torna mais difícil.

### Evolução do envelhecimento e da mortalidade

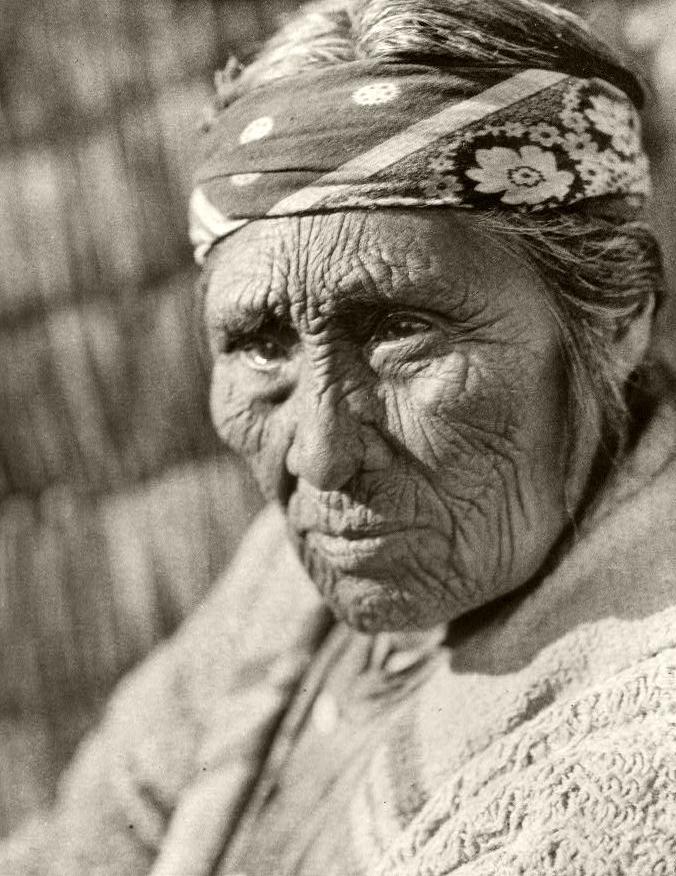
Mulher idosa da tribo klamaths fotografada por Edward S. Curtis em 1924.

A investigação sobre a evolução do envelhecimento visa explicar por que tantos seres vivos e a grande maioria dos animais enfraquecem e morrem com a idade (as exceções incluem Hydra e a já citada água-viva Turritopsis dohrnii, cuja pesquisa mostra ser biologicamente imortal). A origem evolutiva da senescência continua sendo um dos enigmas fundamentais da biologia. A gerontologia é especializada na ciência dos processos de envelhecimento humano.
Organismos que apresentam apenas reprodução assexuada (por exemplo, bactérias, alguns protistas, como os euglenoides e muitos amebozoários) e organismos unicelulares com reprodução sexual (colonial ou não, como as algas volvocina Pandorina e Chlamydomonas ) são "imortais" em alguma extensão, morrendo apenas devido a perigos externos, como ser comido ou sofrer um acidente fatal. Em organismos multicelulares (e também em ciliados multinucleados), com um desenvolvimento weismannista, isto é, com uma divisão de trabalho entre células somáticas mortais (corpo) e células germinativas (reprodutivas) "imortais", a morte torna-se uma parte essencial de vida, pelo menos para a linha somática.
As algas Volvox estão entre os organismos mais simples de exibir essa divisão de trabalho entre dois tipos de células completamente diferentes e, como consequência, incluem a morte da linha somática como uma parte regular e geneticamente regulada de sua história de vida.

### Consciência
Devido à dicotomia mente-corpo — monismo ou dualismo —, muitos debates cercam a questão sobre o que acontece com a consciência quando o corpo morre. A crença na vida após a morte baseia-se em relatos, experiências, revelações divinas e exercícios lógicos, sendo um conceito primordial de praticamente todas as religiões. Para os que não acreditam que exista continuidade após a morte e rejeitam a veracidade dos indícios contrários (por não serem científicos), a consciência e a personalidade são, apenas, o produto de um cérebro em funcionamento. Sendo assim, o cessamento da atividade cerebral significaria o final da existência do indivíduo, não havendo nada após isso. A visão monista é a cientificamente apoiada em virtude primeiro da ausência factual científica necessária ao apoio da visão dualista; e em segundo devido a considerações levantadas quanto se busca definir de forma rigorosa o que é "consciência"; sobretudo diante da perspectiva dos avanços em biotecnologia, onde a possibilidade de se construir uma máquina com consciência não pode ser mais tratada como mera ficção científica.

### Experiência de quase-morte

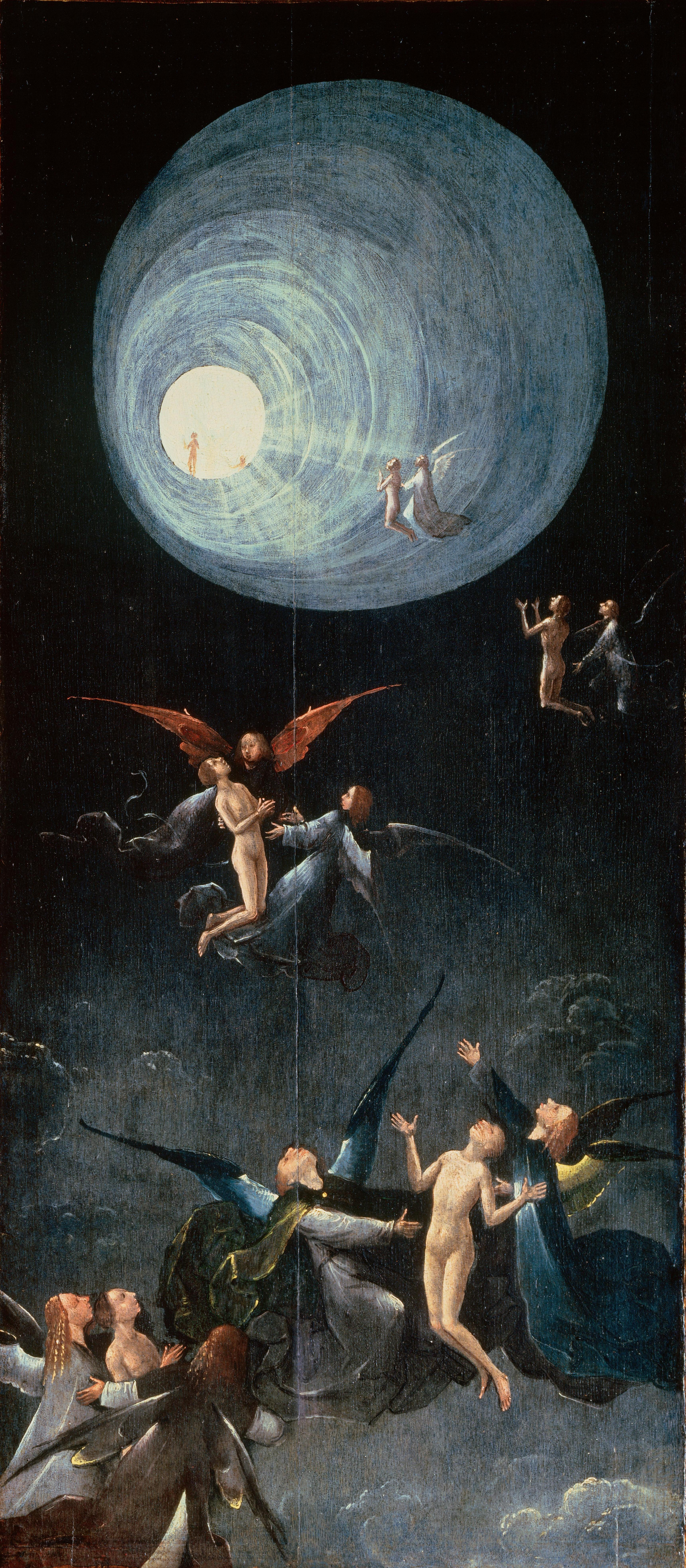
A obra Ascensão dos abençoados (1490) de Hieronymus Bosch é associada por pesquisadores de experiências de quase morte a alguns aspectos recorrentes em EQM.

Um ramo da ciência estuda as declarações de pacientes que recuperaram suas funções vitais depois de uma intervenção médica. São comuns relatos de pessoas que dizem ter visto uma luz, um túnel iluminado e, às vezes, vendo-se a si mesmos fora do próprio corpo, a exemplo durante uma cirurgia. Esses relatos dividem as opiniões de especialistas. Segundo os defensores da visão dualista, a luz vivenciada pelos pacientes de quase-morte é a luz que indica o caminho para o mundo pós-morte.
Até o momento, a visão apoiada cientificamente sobre esse fenômeno é a monista: a de que são alterações químicas e funcionais no cérebro - agravadas se há falta de oxigenação adequada aos tecidos, algo comum em cirurgias graves - que fazem o paciente ter alucinações durante a ocorrência das anormalidades. Os avanços das técnicas de mapeamento cerebral e de mecanismos excitatórios cerebrais contribuíram significativamente para a compreensão da experiência de quase-morte. A exemplo, o estímulo direto dos lobos temporais pode induzir a sensação de uma presença invisível ou "divina": um capacete construído pelo médico Michael Persinger e por ele denominado "capacete de Deus" induz experiências "espirituais" em 80% daqueles que o experimentam. Modificações induzidas no funcionamento dos lobos parietais simulam experiências extrassensoriais, entre elas corporificações e a sensação de se "sair do corpo".
Em experimentos realizados em aceleradores centrípetos que visam a compreender as reações psicofisiológicas humanas em presença de enormes acelerações, após momentaneamente desmaiarem dada a incapacidade circulatória, as pessoas submetidas ao teste relatam, quase sempre, alucinações análogas às apresentadas pelas pessoas que passaram por experiências de quase-morte, incluso a experiência de se ver fora do corpo; muito embora, nesses experimentos controlados, as pessoas em testes sejam seguramente mantidas longe do limite entre a vida e a morte.
O psiquiatra e parapsicólogo Raymond Moody popularizou a expressão "experiência de quase-morte" com seu livro escrito em 1975, "Vida Depois da Vida". O livro ganhou a atenção do público em geral para o conceito de experiência de quase-morte. Entretanto, relatos dessas experiências sempre ocorreram na história. A obra A República, de Platão, escrita no século IV a.C., contém a lenda de um soldado chamado Er que teve uma experiência semelhante depois de ter sido ferido em combate. Er descreveu sua alma deixando seu corpo e, do céu, viu-a sendo julgada junto com outras almas.

## Prolongamento de vida
A extensão da vida se refere a um aumento na expectativa de vida máxima ou média, especialmente em humanos, ao desacelerar ou reverter os processos de envelhecimento. A expectativa de vida média é determinada pela vulnerabilidade a acidentes e doenças relacionadas à idade ou estilo de vida, como câncer ou doenças cardiovasculares. A extensão da expectativa de vida média pode ser alcançada por meio de uma boa dieta, exercícios e evitar perigos como o tabagismo. A expectativa de vida máxima também é determinada pela taxa de envelhecimento de uma espécie que é inerente a seus genes. Atualmente, o único método amplamente reconhecido de estender a vida útil máxima é a restrição de calorias . Teoricamente, a extensão da expectativa de vida máxima pode ser alcançada reduzindo a taxa de danos causados pelo envelhecimento, pela substituição periódica de tecidos danificados ou por reparo molecular ou rejuvenescimento de células e tecidos deteriorados.
Uma pesquisa dos Estados Unidos descobriu que pessoas religiosas e irreligiosas, bem como homens e mulheres e pessoas de diferentes classes econômicas, têm taxas semelhantes de apoio para prolongamento da vida, enquanto africanos e hispânicos têm taxas de apoio mais altas do que pessoas brancas. Cerca de 38% dos entrevistados disseram que gostariam de ter seu processo de envelhecimento curado.
Os pesquisadores da extensão da vida são uma subclasse de biogerontologistas conhecidos como "gerontologistas biomédicos". Procuram compreender a natureza do envelhecimento e desenvolvem tratamentos para reverter os processos de envelhecimento ou pelo menos retardá-los, para a melhoria da saúde e a manutenção do vigor juvenil em todas as fases da vida. Aqueles que tiram vantagem das descobertas de extensão de vida e procuram aplicá-las em si mesmos são chamados de "extensionistas" ou "longevistas". A estratégia primária de extensão de vida atualmente é aplicar os métodos antienvelhecimento disponíveis na esperança de viver o suficiente para se beneficiar de uma cura completa para o envelhecimento, uma vez que ela seja desenvolvida.

### Criopreservação

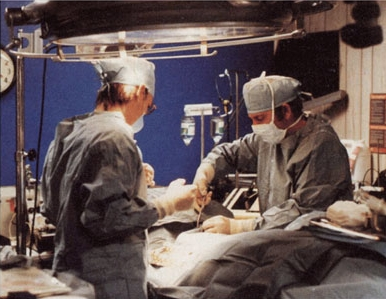
Técnicos preparam corpo para criopreservação em 1985.

Criônica (do grego κρύος 'kryos-' que significa 'frio ou gelado') é a preservação em baixa temperatura de animais e humanos que não podem ser sustentados pela medicina contemporânea, com a esperança de que a cura e a ressuscitação possam ser possíveis no futuro.
A criopreservação de pessoas ou animais de grande porte não é reversível com a tecnologia atual. A justificativa declarada para a criônica é que as pessoas que são consideradas mortas pelas atuais definições médicas ou legais podem não estar necessariamente mortas de acordo com a definição de morte mais rigorosa da teoria da informação.
Alega-se que alguma literatura científica apoia a viabilidade da criônica. A ciência médica e os criobiologistas geralmente consideram a criônica com ceticismo.

#### Reperfusão
“Uma das novas fronteiras da medicina: tratar os mortos”, reconhece que as células que ficaram sem oxigênio por mais de cinco minutos morrem, não por falta de oxigênio, mas quando seu suprimento de oxigênio for retomado. Portanto, os praticantes dessa abordagem, por exemplo, no Instituto de Ciências da Ressuscitação da Universidade da Pensilvânia, "visam reduzir a captação de oxigênio, diminuir o metabolismo e ajustar a química do sangue para uma reperfusão gradual e segura".